# K.u.k. Infanterieregiment „Freiherr von Schikofsky“ Nr. 83
Das k.u.k. Infanterieregiment „Freiherr von Schikofsky“ Nr. 83 war ein ungarisches Infanterieregiment der Gemeinsamen Armee Österreich-Ungarns, das 1883 aus Abgaben anderer Regimenter aufgestellt wurde und in den Garnisonen der westungarischen Städte Komárom, Szombathely und Kőszeg stationiert war.
Da sich das Regiment hauptsächlich aus dem Ergänzungsbezirk Steinamanger/Szombathely rekrutierte, zu dem auch Gebiete gehörten, die heute Teil des Burgenlandes sind, bestand es aus gut einem Drittel deutschsprachiger Soldaten. Nach der Landnahme des Burgenlandes ging daher die Traditionspflege des Regimentes auf Einheiten des österreichischen Bundesheeres über. Aktuell ist das Jägerbataillon 19 in der Montecuccoli-Kaserne in Güssing der Traditionsnachfolger des ehemaligen k.u.k. Infanterieregiments.

## Geschichte

### Historischer Hintergrund der Entstehung
Mit der Heeresreform 1882/83 beabsichtigte der österreichische Generalstab unter der Leitung von Friedrich von Beck-Rzikowsky durch die „territoriale Dislokation“ der Streitkräfte deren Aufmarsch im Falle einer Mobilmachung zu beschleunigen. Dazu wurde das ganze Gebiet der Monarchie in 102 (berücksichtigt man noch Tirol und Vorarlberg in 103) Ergänzungsbezirke eingeteilt, wobei jeder dieser Bezirke ein Regiment aufzustellen hatte, sodass unter Berücksichtigung von 32 selbstständigen k.u.k. Feldjäger-Bataillonen Truppen für insgesamt 30 Infanteriedivisionen zur Verfügung standen. Die bestehenden Militärterritorialbehörden wurden außerdem in Armeekorps umgewandelt, denen die Divisionen und deren Regimenter fix unterstellt waren, sodass die Friedensgliederung auch der Kriegsgliederung entsprach.:S. 417

### Aufstellung des Regimentes
Der durch die Heeresreform 1882/83 gebildete Ergänzungsbezirk Szombathely erhielt die Nummer 83 zugewiesen. Da seine Westgrenze bis an die Lafnitz reichte, umfasste sein Gebiet auch die heutigen burgenländischen Bezirke Jennersdorf, Güssing und Oberwart sowie Teile des Bezirkes Oberpullendorf. Im Zuge einer Umorganisation trat der Ergänzungsbezirk Szombathely einige Gebiete, darunter die heutigen burgenländischen Bezirke Jennersdorf und Güssing, an den Ergänzungsbezirk 48 – Nagykanizsa ab.
Das vom Ergänzungsbezirk Szombathely aufzustellende Regiment erhielt ebenfalls die Nummer 83 zugewiesen, als Namensgeber fungierte Generalmajor Ferdinand Christoph Eberhard von Degenfeld-Schonburg, der neben seinem militärischen Rang auch für die Erziehung von Thronfolger Franz Ferdinand von Österreich-Este verantwortlich zeichnete.
Aufgestellt wurde das k.u.k. Infanterieregiment „Graf von Degenfeld-Schonburg“ Nr. 83 am 1. Jänner 1883 aus Abgaben der Regimenter:
- k.u.k. Infanterieregiment „Freiherr von Loudon“ Nr. 29 – Temesvár
- k.u.k. Infanterieregiment „Freiherr Kussevich von Szamobor“ Nr. 33 – Arad
- k.u.k. Infanterieregiment „Freiherr von Jovanovic“ Nr. 43 – Wien
- k.u.k. Infanterieregiment „Alexander III. Kaiser von Russland“ Nr. 61 – Slavonski Brod

Entsprechend dem Egalisierungssystem der k.u.k.-Uniformen erhielt das Regiment die Farbe Dunkelbraun zugewiesen, während die Uniformknöpfe Weiß zu sein hatten.

### Stationierungsorte und Unterstellungsverhältnis

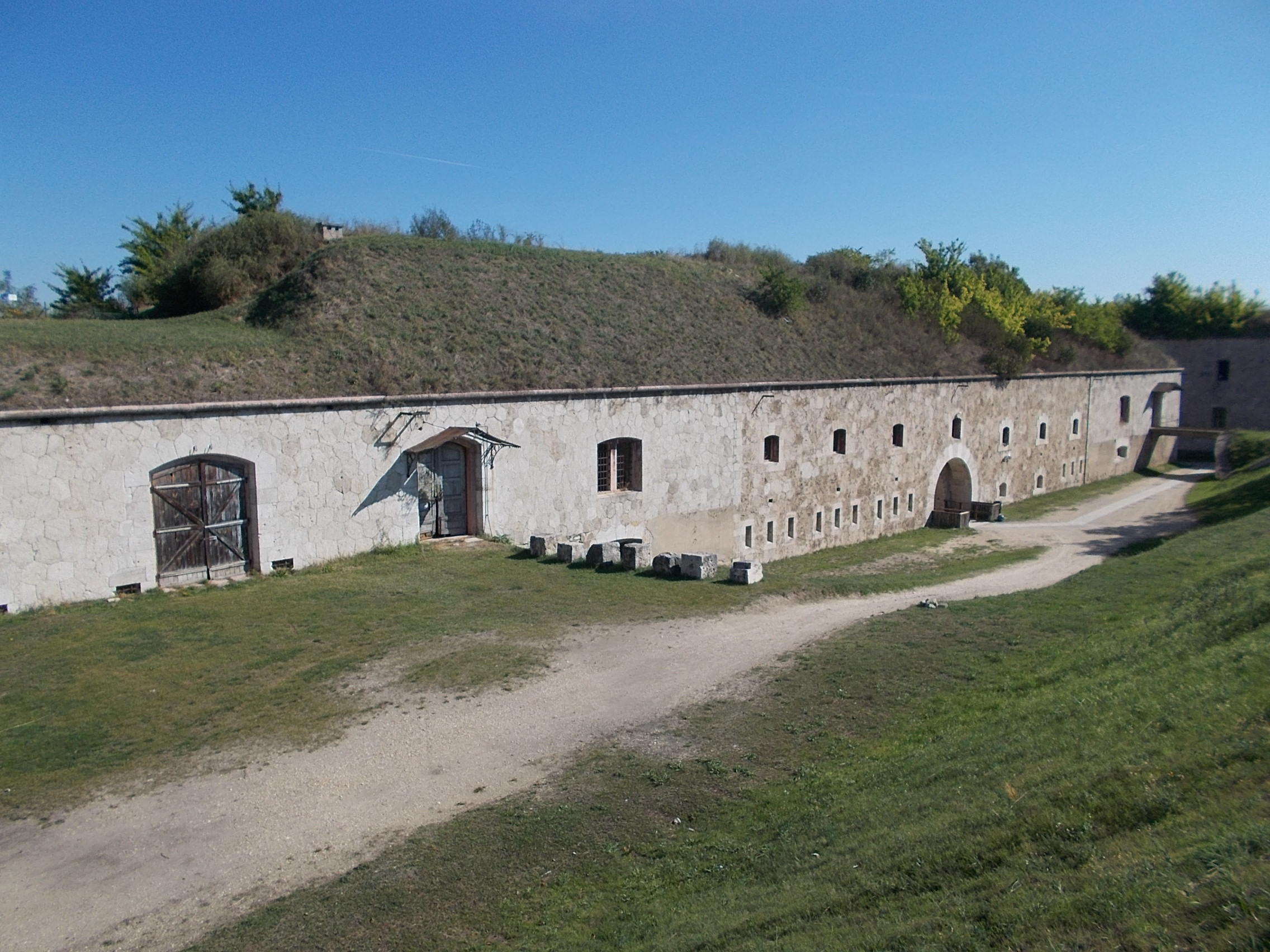
Die Festungsstadt Komárom beherbergte den Regimentsstab und zwei Bataillone

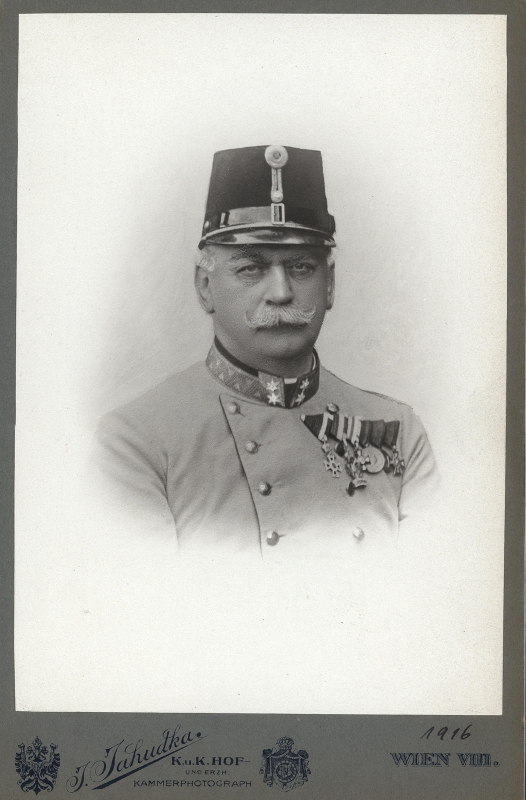
Anton von Winzor, Kommandierender General des k.u.k. V. Korps, war kurzfristig Regimentsinhaber

Die Einheiten des Regiments waren in folgenden Garnisonen stationiert:
- Regimentsstab: Komárom
- 1. Bataillon: Szombathely
- 2. Bataillon: Komárom
- 3. Bataillon: Kőszeg
- 4. Bataillon: Komárom

Obwohl sich das IR 83 aus dem Großraum Szombathely ergänzte, beherbergte die k.u.k Festungsstadt Komárom sowohl den Regimentsstab als auch zwei der vier Bataillone.
Das Regiment bildete zusammen mit weiteren Bataillonen die 66. Infanteriebrigade, deren Kommando ebenfalls in Komárom stationiert war. Übergeordneter Verband war die 33. Infanterie-Truppendivision, auch deren Kommando hatte in der Festungsstadt Komárom ihren Sitz. Die Division war zusammen mit der 14. Infanterie- und der 2. Kavallerie-Truppendivision sowie weiterer Verbände dem V. Korps unterstellt, dessen Kommando sich in Bratislava befand.

### Geschichte bis 1914
Nachdem Graf Ferdinand Christoph Eberhard von Degenfeld-Schonburg bereits 1892 verstorben war, führte das Regiment noch 16 Jahre seinen Namen, bevor es ihn 1908 ablegte. 1909 gab es keinen Regimentsinhaber.
1910 trug das IR 83 kurzfristig den Namen des Kommandierenden Generals des vorgesetzten V. Korps, Freiherr Anton von Winzor. Nach dessen plötzlichen Tod im April 1910 übernahm die Einheit der stellvertretende Kommandant der k.k. und k.u. Landwehr, General der Infanterie Freiherr von Schikofsky, als endgültiger Regimentsinhaber.

### Mobilmachung und Aufmarsch in Galizien im August 1914

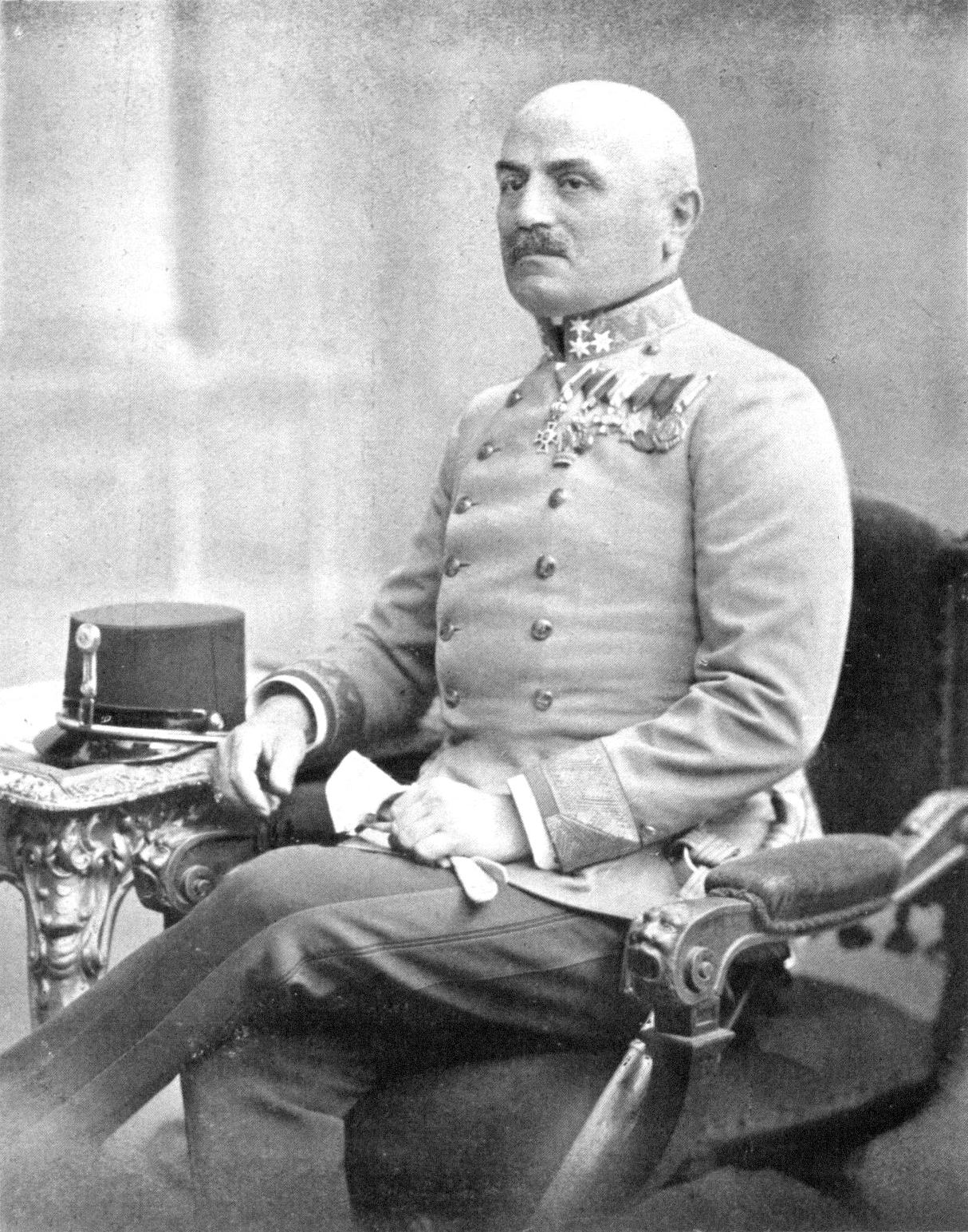
FZM Paul Puhallo von Brlog führte das V. Korps während der Schlacht in Galizien 1914

Die Schlacht in Galizien 1914

Einen Monat nach dem Attentat von Sarajevo erfolgte am 28. Juli 1914 die Kriegserklärung Österreich-Ungarns an das Königreich Serbien. Zwei Tage später traten das Deutsche Kaiserreich und das Russische Kaiserreich in den Krieg ein, durch die Bündnissysteme schlossen sich weitere Länder an, sodass sich der lokale Balkankonflikt binnen weniger Tage zu einem Weltkrieg entwickelte.
Am 6. August kamen der Regimentsstab, das II. und IV. Bataillon aus Komárom sowie das III. Bataillon aus Kőszeg per Bahntransport in Szombathely an, um am nächsten Tag unter großer Anteilnahme der Bevölkerung den Treueeid abzulegen. Das I. Bataillon befand sich an diesem Tag schon in Galizien, wo es in Jasło an einer Militärparade teilnahm. Am 8. August bestiegen in Szombathely die Soldaten der drei zurückgebliebenen Bataillone die Transportzüge, welche sie bis zum 10. August über Komárom, Budapest, Prešov und Nowy Sącz nach Rzeszów brachten. In den Tagen darauf verlegte das Regiment an den San.:S. 17
Die in Galizien sich bereitstellende k.u.k. Streitmacht gliederte sich in drei Armeen (von West nach Ost: 1., 4. und 3. Armee) und zwei flankierende kleinere Armeegruppen. Die am weitesten im Westen stehende k.u.k. 1. Armee unter ihrem Oberbefehlshaber Viktor Dankl bezog ihre Stellungen entlang des Flusses San. Die Armee gliederte sich (von West nach Ost) in das k.u.k. I., V. und X. Korps, insgesamt neun Infanterie- und zwei Kavallerie-Divisionen.:S. 164
Unterstellungsverhältnis des Infanterie-Regiments 83::S. 69–70
- 1. Armee – General der Kavallerie Viktor Dankl
  - V. Korps – Feldzeugmeister Paul Puhallo von Brlog
    - 33. Infanterie-Truppendivision – Feldmarschalleutnant Karl Edler von Rebracha
      - 66. Infanteriebrigade – Oberst Joseph Lieb
        - Infanterieregiment 83 – Oberst Leopold Hofbauer

Die 33. Division, in deren Rahmen das IR 83 die meiste Zeit eingesetzt war, gliederte sich wie folgt::S. 69–70
- 65. Infanteriebrigade
  - k.u.k. Infanterieregiment „Erzherzog Franz Ferdinand“ Nr. 19 (4 Bataillone) – Ergänzungsbezirk Győr
  - k.u.k. Infanterieregiment „Schreiber“ Nr. 26 (4 Bataillone) – Ergänzungsbezirk Esztergom
- 66. Infanteriebrigade
  - k.u.k. Infanterieregiment „Parmann“ Nr. 12 (3 Bataillone) – Ergänzungsbezirk Komárom
  - k.u.k. Infanterieregiment „Freiherr von Schikofsky“ Nr. 83 (4 Bataillone)
- 33. Feldartilleriebrigade
  - Feldkanonen-Regiment 15 (5 Batterien)
  - Feldhaubitzen-Regiment 5 (2 Batterien)
- Divisionskavallerie
  - 3. und 4. Schwadron k.u.k. Husarenregiment „Graf Radetzky“ Nr. 5

Das k.u.k. V. Korps setzte sich aus der 14. und 33. Division sowie der 37. Honved-Division zusammen. Dies entsprach auch der Aufstellung der Einheiten des Korps in West-Ost-Richtung, sodass sich die 33. Division und mit ihr das IR 83 direkt im Zentrum der k.u.k. 1. Armee befand.

### Das Kriegsjahr 1914

#### August 1914: Schlachten von Kraśnik und Lublin
Am 22. August erhielt die k.u.k. 1. Armee den Befehl das 100 km nördlich gelegene Höhengelände zwischen Annopol bis Frampol zu erreichen,:S. 172 während 60 km weiter nördlich sich die russische 4. Armee bei Lublin in Versammlung befand und bereits erste Einheiten in Richtung Süden in Marsch setzte.:S. 177 Aus der zwangsläufig daraus resultierenden Begegnung entwickelte sich zwischen 23. und 25. August die Schlacht von Kraśnik.:S. 179
Die Schlacht begann am 23. August auf dem linken Armeeflügel beim k.u.k. I. Korps und der 14. Division, der linken Flügeldivision des k.u.k. V. Korps. Während diese sich mit der russischen 45. Division bei Plochina, 10 Kilometer südlich Kraśnik gelegen, verlustreiche Gefechte lieferte, konnten weiter östlich die 33. Division mit dem IR 83 und die 37. Honved-Division ohne Feindberührung weiter nach Norden vorgehen.:S. 179–180
Am 24. August entbrannte der Kampf entlang der gesamten Front des k.u.k. V. Korps. Der 14. und der 33. Division gelang es die russischen Einheiten von den Höhen südlich von Krasnik zu vertreiben,:S. 183 während das IR 83 von den Kämpfen vorerst verschont blieb und in den Bereich Szastarka nachgezogen wurde. Ihre Feuertaufe erhielten das III. Bataillon und die 2. Kompanie am 25. August, als sie am linken Divisionsflügel die Nahtstelle zur 14. Division verteidigen mussten und dabei von drei russischen Bataillonen angegriffen wurden.:S. 21
Der Rückzug der russischen Armee in Richtung Lublin am Abend des 25. August markierte das Ende der Schlacht von Kraśnik. Während der 26. August ruhig verlief, begannen für die nach Norden nachrückenden k.u.k. Verbände bereits am nächsten Tag neue Kämpfe, die in der österreichischen Nachkriegsliteratur als Schlacht vor Lublin bezeichnet werden.
Am 27. August hatte das IR 83 den Auftrag, in einem Gebiet rund 20 Kilometer östlich von Kraśnik nach Norden vorzugehen. Dazu trat es morgens am linken Flügel der 33. Division in der Gliederung links I., dahinter III., rechts II. sowie IV. Bataillon als Reserve folgend, an. Gegen heftigen Widerstand der russischen Armee konnte das I./IR 83 rund drei Kilometer vorstoßen und das Gelände östlich von Rudnik erreichen. Da weiter westlich die 14. Division in heftige Kämpfe verwickelt war, befahl Regimentskommandant Hofbauer dem III./IR 83 den linken Nachbarn bei seinem Angriff zu unterstützen. Das Bataillon traf dabei auf gut ausgebaute russische Stellungen und trat, da das Gelände wenig Deckungsmöglichkeit bot, zum Sturmangriff an. Wie in einem Manöver ertönten Hornsignale und die Infanteristen, die Offiziere mit gezogenem Säbel voran, stürmten die russischen Linien und konnten dabei über 600 Gefangene einbringen und so der benachbarten 14. Division helfen, weiter nach Norden vorzudringen. Auf der rechten Angriffsseite kam das II./IR 83 bei Gatezow ebenfalls schneller voran als die Nachbareinheiten des IR 26. Als diese um die Mittagszeit von einem wuchtigen Gegenstoß getroffen wurden, konnte das II./IR 83 ebenfalls flankierend eingreifen und die Nachbartruppen unterstützen.:S. 21–23
Diese militärischen Erfolge kosteten dem Regiment 40 Gefallene und 420 Verwundete, die rund 10 Prozent der Sollstärke entsprachen.:S. 21–23 Auch der k.u.k. 1. Armee hatten diese Kämpfe rund um Krasnik mit 15.000 Gefallenen, Verwundeten und Kriegsgefangenen rund ein Zehntel ihrer Gesamtstärke gekostet.:S. 184

#### September 1914: Rückzug nach russischen Erfolgen
Ab dem 28. August begann sich die Lage grundlegend zu ändern, da die laufende Verstärkung der russischen 4. Armee das Kräfteverhältnis allmählich zu ihren Gunsten verschob.:S. 233
Bereits am 29. August attackierte das russische Grenadierkorps bei Bychawa die rechts der 33. Division eingesetzte k.u.k. 37. Honved-Division.:S. 227 Während das II. und III./IR 83 den linken Divisionsflügel zusammen mit dem IR 19 gegen Bychawa hin absicherten, halfen das I. und IV. Bataillon fünf Kilometer weiter östlich den Angriff des russischen Grenadierkorps abzuwehren. Beide Bataillone blieben dabei den ganzen Tag in exponierter Lage stehen und zogen sich erst am 30. August drei Kilometer nach Süden zurück, um wieder Anschluss an die Front des IR 19 zu finden.:S. 24ff.
Im Oberkommando der k.u.k. 1. Armee war man sich der Änderung der Lage noch nicht bewusst, denn am 2. September sollte das rechts vom k.u.k. V. Korps eingesetzte k.u.k. X. Korps weiter nach Norden angreifen, obwohl dessen Ostflanke ungedeckt war. Auch der Ostflügel des k.u.k. V. Korps, die durch zwei Bataillone des IR 83 verstärkte 37. Honved-Division, hatte sich diesem Angriff anzuschließen. Zeitgleich trat aber auch die russische 4. Armee zu einem Vorstoß nach Süden an, der das k.u.k. X. Korps wuchtig traf.:S. 260
Am gleichen Tag erzielte am Westflügel der Armee die Landsturm-Brigade 100 einen Abwehrerfolg gegen russische Einheiten. Major Anton Lehár, ein ehemaliger Offizier des IR 83, der 1918 das aus Abgaben des Regiments neu aufgestellte IR 106 führen sollte, zeichnete sich dabei als Kommandeur des II. Bataillons des Honvéd-Regiments Nr. 13 aus, sodass ihm dafür das Ritterkreuz des Militär-Maria-Theresien-Ordens verliehen wurde. Seine daraus resultierende Popularität und die Verbundenheit wegen seiner Rolle beim IR 106 führten in der Nachkriegszeit oft dazu, dass diese Tat dem IR 83 zugeschrieben wurde.:S. 261
In der Nacht des 2. Septembers zog das k.u.k. V. Korps im Bereich der 37. Honved-Division 32 Bataillone zusammen, darunter auch zwei des IR 83. Um diesen Schwerpunkt bilden zu können, wurden von der im Westen stehenden 14. Division eine Brigade und von der anschließenden 33. Division sogar alle Bataillone bis auf zwei des IR 83 und eines des IR 19, die als Sicherung zurückblieben, in Nachtmärschen herangeführt.:S. 24ff. Der Angriff scheiterte aber mit großen Verlusten vor den gut ausgebauten russischen Stellungen, auch weil strömender Regen die Angreifer behinderte.:S. 260 Aufgrund des russischen Drucks musste die Front des rechten Flügelkorps (k.u.k. X. Korps) bis zum Abend des 5. Septembers um 30 Kilometer zurückgenommen werden, während der linke Flügel (k.u.k. I. Korps) an den erreichten Positionen festhielt. Für das in der Mitte stehende k.u.k. V. Korps führte dies zu einem Zurückbiegen der Front bis weit nach Süden, um den Zusammenhalt innerhalb der Armeefront zu wahren.
Aufgrund dieser Situation konnte das IR 83 nach wie vor nicht geschlossen in der Divisionsfront eingesetzt werden. Während das I. und das IV. Bataillon im Westen den Anschluss an die 14. Division wahrten, waren die beiden anderen am Ostflügel der Division eingesetzt. Bis zum 5. September zogen sich die beiden westlichen Bataillone drei Kilometer nach Süden zurück, während der Ostflügel um 10 Kilometer nach Süden zurückgebogen werden musste.:S. 24ff. Damit der Zusammenhalt innerhalb der 33. Division beim Rückzug überhaupt erhalten blieb, musste am Morgen des 5. Septembers ein Gegenstoß durchgeführt werden, um die Folgen eines russischen Nachtangriffes zu beseitigen.:S. 267 Die Front innerhalb des k.u.k. V. Korps blieb die nächsten Tage weiterhin stabil, ehe am 9. September ein wuchtiger Stoß der russischen 4. Armee die 33. Division traf, der nicht aufgefangen werden konnte.:S. 297 Die Division zählte nach drei Wochen Kampf nur mehr rund 4000 bis 5000 Mann und hatte somit 2/3 ihres Mannschaftsstandes verloren. Viele Einheiten sahen sich daher gezwungen ihre Bataillone und Kompanien zu reorganisieren,:S. 298 so legte das IR 83 das I. Bataillon (187 Mann) mit dem II.
und das IV. (169 Mann) mit dem III. zusammen, um zwei jeweils rund 800 Köpfe zählende Bataillone zu erhalten. Als dem Regiment am 10. September jeweils ein Bataillon des IR 48 und des IR 19 zugeführt wurde, konnten wieder dreieinhalb Bataillone aufgestellt werden, wobei im Laufe des Oktobers das neu aufgestellte IV./IR 83 wieder aufgelöst und auf die anderen Einheiten verteilt wurde.:S. 33–34
Die Situation bei der k.u.k. 1. Armee verschlechterte sich auch deswegen, weil die weiter östlich eingesetzte k.u.k 3. Armee in der Schlacht an der Gnila Lipa eine schwere Niederlage erlitten hatte, worauf ihr die westlich stehende k.u.k. 4. Armee zur Hilfe zu eilen musste.:S. 262ff. Beide Armeen wurden anschließend zwischen 6. und 11. September in der Schlacht bei Rawa Ruska geschlagen, sodass sämtliche k.u.k. Verbände nur ein großräumiger Rückzug vor einer totalen Vernichtung bewahrte.:S. 265 Für die k.u.k. 1. Armee wurde dabei der San als erstes Rückzugsziel bestimmt, danach sollte sie sich weiter in Richtung Karpaten absetzen.:S. 310
Dem k.u.k. V. Korps wurde befohlen, seine Stellung so lange wie möglich zu halten und am 12. auf Janów Lubelski zurückzugehen. Bei trockenem Wetter und in mondhellen Nächten gelang der Rückzug hinter den San, um dort für einige Tage Front zu machen,:S. 316, 344ff. ehe schließlich am 27. September das IR 83 den Dunajec bei Otfinów rund 65 Kilometer nordöstlich von Krakau überquerte. Damit fand ein über 200 Kilometer langer Rückzug für das IR 83 ein vorläufiges Ende, ohne dass dabei größere Verluste aufgetreten waren.:S. 39

#### Oktober 1914: Schlacht an der Weichsel

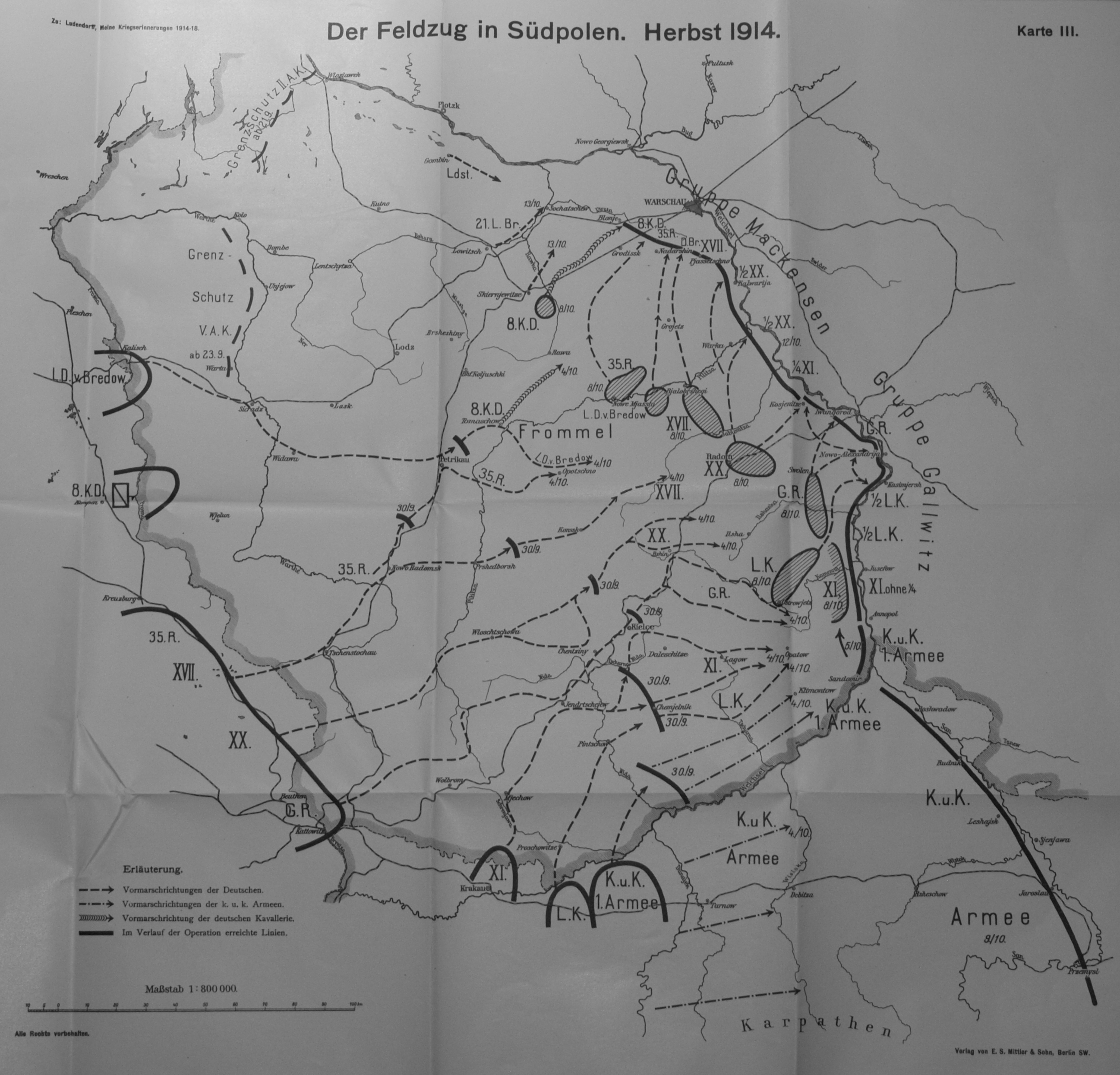
Die Schlacht an der Weichsel

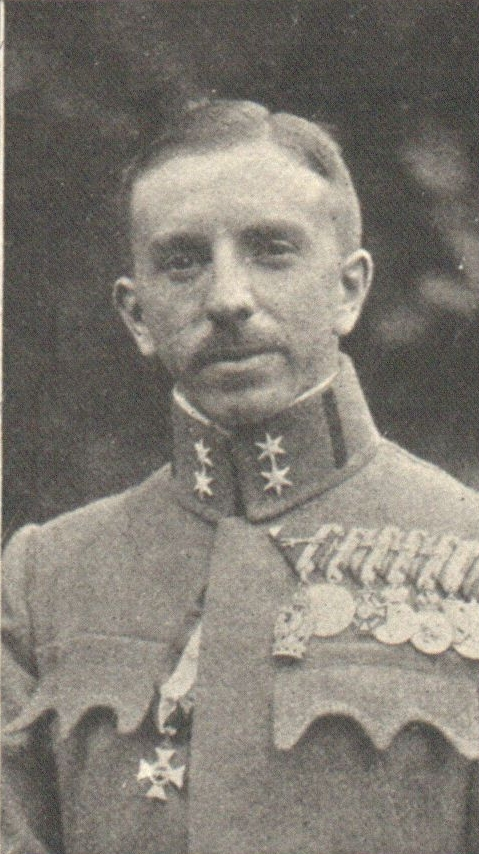
Karl Ungár 1918 als Oberleutnant

Um die schwer geschlagenen k.u.k. Armeen zu entlasten, war in der zweiten Septemberhälfte in Schlesien die deutsche 9. Armee aufmarschiert. Sie sollte zusammen mit der k.u.k. 1. Armee rund 250 km in Richtung Nordosten an die Weichsel vorstoßen, um so die russische Heeresleitung zu zwingen Truppen aus Galizien abzuziehen. Während die 9. Armee am 28. September ihre Offensive, die den Auftakt der Schlacht an der Weichsel darstellte, begonnen hatte,:S. 356ff. glich die k.u.k. 1. Armee zuerst ihre Verluste mit der Eingliederung von Marschbataillonen aus, sodass die Gefechtsstärke der Regimenter wieder auf rund 1000 Mann pro Bataillon stieg.:S. 357 Die vorangegangenen Kämpfe hatten aber ihre Spuren bei den Soldaten hinterlassen, denn die anfängliche Kriegsbegeisterung war angesichts der Verluste in eine Stimmungskrise umgeschlagen.:S. 358
Am 1. Oktober setzte sich auch die k.u.k 1. Armee in Bewegung, während eine Kräftegruppe westlich der Weichsel an der rechten Flanke der deutschen 9. Armee vorrückte, ging das k.u.k. V. Korps mit der 66. Brigade als Spitzenverband östlich des Flusses nach Norden vor.:S. 361 Auch die russischen Einheiten waren bestrebt in Richtung Norden zu marschieren, um den Raum südöstlich von Warschau zu erreichen. In dieser Situation verfolgte die 66. Brigade zurückziehende Kosakenverbände, wobei das IR 83 den Spitzenverband bildete.
Am 3. Oktober erhielt eine 68 Mann starke Vorausabteilung des IR 83 unter der Führung von Leutnant Karl Ungár in Olszyny, wenige Kilometer vor dem Fluss Wisłoka, die Information, dass bei Gawłuszowice noch ein intakter Übergang über den Fluss existierte. Ungár fasste daraufhin den Entschluss mit seiner Einheit diese Brücke zu nehmen. Um 15:00 Uhr gelang es den Soldaten den Flussübergang handstreichartig zu erobern und am Nordufer einen Brückenkopf zu errichten. Im Laufe der Nacht versuchten Kosakenverbände durch zwei Gegenangriffe den Übergang zurückzuerobern, scheiterten aber stets an der Gegenwehr von Ungárs Männern. Als erste Verstärkung traf nach Mitternacht ein MG-Trupp des IR 12 ein, der Brückenkopf war endgültig gesichert als um 4 Uhr früh das II./IR 83 den Flussübergang erreichte.:S. 41–42 Ungárs eigenständiger Entschluss führte dazu, dass das k.u.k. V. Korps nun schneller vorrücken konnte und sich dadurch der russische Rückzug beschleunigte. Der Offizier wurde für diese Tat als erster Soldat des IR 83 mit dem Ritterkreuz des Militär-Maria-Theresien-Ordens ausgezeichnet.:S. 362
Bis zum 8. Oktober erreichte 66. Brigade den San, ein Übersetzen fand aber nicht statt, weil die k.u.k. 1. Armee alle östlich der Weichsel stehenden Einheiten über Sandomierz in den Weichselbogen nachzuziehen hatte.:S. 408–411 Neues Ziel für die Armee war die Beseitigung des russischen Weichsel-Brückenkopf bei Dęblin, der durch einen Flankenstoß aus ostwärtiger Richtung aufgerollt werden sollte. Um dabei möglichst große gegnerische Verbände zu vernichten, verfolgte die Armeeführung die riskante Strategie, der russischen Heeresleitung eine Ausweitung des Brückenkopfes zu erlauben.:S. 432 Daraus entwickelte sich die fünftägige Schlacht um Iwangorod (22. bis 26. Oktober), wie Dęblin damals auf Russisch hieß.:S. 450

#### 22. bis 26. Oktober 1914: Schlacht um Iwangorod
Der Angriff der k.u.k. 1. Armee begann am 22. Oktober, seit 2 Uhr morgens war dabei das IR 83 in der Marschordnung III., II. und I. Bataillon unterwegs, um bis 8 Uhr die Stadt Zwoleń zu erreichen, rund 25 Kilometer südwestlich der Weichsel gelegen. Während das Regiment eine Rast einlegte, klärte das III./IR 83 weiter in Richtung Bruckenkopf auf und gelangte dabei in ein Waldgebiet bei Czarnolas 15 km vor dem Übergang. Als das Bataillon den Wald verließ, wurde es aus der Ortschaft von russischen Truppen beschossen. Regimentskommandant Spiess befahl daraufhin dem II. zum III. Bataillon aufzuschließen und mit diesem das Dorf zu stürmen, während das I./IR 83 als Reserve nachgeführt wurde. Der Angriff gelang ohne größere Verluste und in der Ortschaft konnten rund 500 Soldaten der russischen 75. Division gefangen genommen werden.:S. 50–51:S. 454
Im Laufe des Tages stieß das IR 83 weitere zwei Kilometer nach Nordwesten in den Raum von Sarnów vor, wo es bei Grzywacz angehalten wurde, weil die eigenen Verbände durcheinander geraten waren. Nach umfangreichen Truppenverschiebungen in der Nacht auf den 23. Oktober ging das IR 83 am nächsten Tag weiter nach Nordwesten vor, um die Linie Sarnów – Zdunków zu erreichen. Die 3000 Mann des Regiments gruben sich dann zwischen den beiden Dörfern mit II., I. und III. Bataillon (von West nach Ost) entlang einer 5 Kilometer langen Linie ein, ohne dabei aber ein durchgehendes Grabensystem anlegen zu können. Links davon fand man Anschluss an das divisionseigene IR 12, rechts an das ebenfalls divisionseigene IR 19. Die 33. Division wiederum hatte im Westen Anschluss an die 36. Division und im Osten an die 37. Honvéd-Division.:S. 51 Während es vor dem Regiment vorerst ruhig blieb, war neben Gefechtslärm im Westen (Angriff des k.u.k. I. Korps) am Nachmittag auch im Osten Artilleriefeuer zu hören. Es handelte sich dabei um einen weiteren russischen Brückenschlag über die Weichsel bei Puławy. Die dort in der tiefen Flanke der k.u.k. 1. Armee über den Fluss gegangenen russischen Verbände bedrohten bald die rechts anschließende 37. Honvéd-Division. Gegen 15 Uhr marschierten russische Truppen vor dem IR 83 auf und es entwickelte sich ein lebhaftes Feuergefecht, in das auch russische Artillerie eingriff und spürbare Verluste verursachte.:S. 51
Während am 24. Oktober russisches Artilleriefeuer für viele Ausfälle sorgte, erlitt im Osten die 37. Honvéd-Division schwere Verluste durch die aus dem Puławy-Brückenkopf ausbrechenden russischen Divisionen, sodass sich am Abend das IR 83 vier Kilometer nach Süden zurückziehen musste, wodurch die Front anstatt nach Norden nun einen scharfen Knick nach Süden zeigte.:S. 51–52:S. 463
Am 25. Oktober wurde, da sich beim Rückzug zwischen dem linken Flügel des Regiments und dem westlichen Nachbarn, dem IR 12, eine rund einen Kilometer breite Lücke aufgetan hatte, ein Teil des in Reserve gelegenen IR 26 in die Front eingeschoben. Gegen Abend erfolgte ein russischer Angriff auf den rechten Regimentsflügel, der abgewiesen werden konnte.:S. 53–54
Während die deutsche 11. Armee bereits am 23. Oktober an Rückzug dachte, beurteilte man bei der k.u.k. 1. Armee die Lage nach wie vor als günstig. Tatsächlich standen südlich von Iwangorod neun eigenen bereits 17 russische Divisionen gegenüber, so war vor der 33. Division das russische Gardekorps mit zwei Divisionen aufmarschiert.:S. 468–470
Während es am 26. Oktober beim IR 83 weiterhin ruhig blieb, wurde der rechte Nachbar, das IR 19, von den russischen Gardedivisionen angegriffen. Das Regiment hielt den Angriffen bis 13 Uhr stand, ehe es begann sich zurückzuziehen, wodurch auch die Stellungen der gesamten 33. Division nicht mehr zu halten waren, sodass um 14 Uhr ein allgemeiner Rückzugsbefehl erteilt wurde. Da die Befehlsübermittlung nur über Boten funktionierte, konnten nicht alle Einheiten über diesen überraschenden Rückzug informiert werden. Als die russischen Gardisten auch das IR 12 am linken Divisionsflügel angriffen und deren Artillerie in die zurückziehenden k.u.k. Soldaten mit Schrapnells hineinschoss, erreichten von diesem Regiment nur ganze 270 Mann eine rettende Auffanglinie. Vom IR 83 fanden sich bei Zwolen zumindest rund 800 Soldaten ein, trotzdem bedeutete dies für das Regiment eine Einbuße von 70 Prozent seiner Gefechtsstärke an nur einem einzigen Tag.:S. 53–54 In Zwolen, das in den vorangegangenen Kämpfen als Kriegslazarett gedient hatte, versuchten viele Leicht- und Schwerverwundete sich dem Rückzug der geschlagenen k.u.k. Einheiten anzuschließen, um der drohenden Kriegsgefangenschaft zu entgehen.:S. 55
Damit endete der riskante Plan, der russischen Armee den Brückenkopf von Iwangorod ausweiten zu lassen, um ihn dann mit einem Flankenmanöver einzudrücken in einer schweren Niederlage der k.u.k. 1. Armee. Besonders große Verluste hatten dabei die 33. Division und mit ihr das IR 83 durch den Angriff der russischen Garde erlitten.:S. 470

#### Rückzug auf Krakau
Am 27. Oktober erhielt die k.u.k. 1. Armee den Befehl sich auf die Linie Kielce – Opatów – Sanmündung abzusetzen, die sie in viertägigen Gewaltmärschen erreichte.:S. 491 Ein weiteres Zurückgehen in den Raum von Krakau, wie es die Armee selbst vorschlug, um den Anschluss mit der sich im Westen zurückziehenden deutschen 9. Armee zu wahren, wurde vorerst abgelehnt, weil dadurch die Stellungen der k.u.k. 3. und 4. Armee in Galizien unhaltbar geworden wären. Außerdem benötigte die Heeresführung für das Auffüllen der Lagerbestände der Festung von Przemyśl, die von den nachrückenden russischen Truppen unweigerlich eingeschlossen werden würde, noch einige Zeit.:S. 492
Der Rückzug der geschlagenen Einheiten der 33. Division ging zunächst ohne wesentliche Störung durch nachdrängende russische Einheiten vorstatten. Über Kopiec und Kuczów erreichten die Regimenter bis zum 1. November nach mehr als 100 km Marsch den Raum nordöstlich von Łagów, wo entsprechend dem Rückzugsbefehl Front gemacht wurde. Das IR 83 konnte am 29. Oktober durch das Eintreffen eines Marschbataillons neu gliedert werden, während dieses unter der Führung von Oberstleutnant Dezső Tormássy zum neuen I. Bataillon wurde, erfolgte die Zusammenlegung aller aus Iwangorod entkommenen Infanterieteile im II. Bataillon unter Major Heinrich Uffenheimer.:S. 55–56
Der Chronist des IR 83 beschrieb in der 1934 erschienenen Regimentsgeschichte den Zustand der 33. Division zu dieser Zeit folgendermaßen::S. 59

„Die Mannschaften sind müde, es gibt kein Brot, mit den 8 1/2 Bataillonen erreicht die Division eine Gefechtsstärke von nur 8000 Mann, die Kampfkraft ist sehr schwach, die Stimmung ist apathisch.“

In dieser Verfassung ging die 33. Division nordöstlich von Łagów am Nordrand des Heiligkreuzgebirges in der Nacht auf den 31. Oktober in Stellung. Die beiden Bataillone des IR 83 bildeten den rechten Divisionsflügel und mussten trotz ihrer geringen Mannschaftsstärke einen sechs Kilometer langen Abschnitt besetzen. Ihr rechter Nachbarn war das IR 72 der 14. Division, links schloss das stark angeschlagene IR 26 an. Gerade bei diesem Regiment und beim angrenzenden II./IR 83 lag am 1. November der Schwerpunkt des russischen Angriffes. Dem Gegner gelang es dabei in die Stellung einzubrechen, durch Gegenstöße der 9. und 12. Kompanie konnte die Situation wieder bereinigt werden. Gegen 13:30 Uhr war die Lage aber unhaltbar geworden, sodass der Rückzugsbefehl über den rund 500 Meter hohen Höhenzug gegeben werden musste. Regimentskommandant Spiess deckte dabei mit seinem Regimentsstab und zwei Kompanien des II. Bataillons den Rückzug. Dabei erlitt die 9. Kompanie Ausfälle von rund 50 Prozent, während sich die anderen Einheiten ohne größere Verluste über das Heiligkreuzgebirges absetzen konnten, um eine neue Frontlinie zu bilden.:S. 56,58
Da sich die drei abgekämpften Korps der k.u.k. 1. Armee (I., V. und X. Korps) sieben Korps der russischen 4. und 9. Armee gegenübersahen, im Westen den Anschluss an die deutsche 9. Armee verloren hatten und daher ein Aufrollen der gesamten Front drohte, erteilte die Heeresleitung am 2. November den weiteren Rückzugsbefehl. Da dadurch auch die Positionen der weiter östlich kämpfenden k.u.k. 4., 2. und 3. Armeen nicht mehr zu halten waren, galt dieser für alle k.u.k. Armeen, wodurch die Heeresleitung den gesamten während der Oktoberoffensive gewonnenen Raum wieder preisgab. Das neue Ziel der k.u.k. 1. Armee war die Errichtung einer Widerstandslinie an der Nida,:S. 501 es zeigte sich aber schon nach wenigen Tagen, dass auch diese nicht zu halten war. Am 5. November ging daher der neuerliche Rückzugsbefehl an die Armee hinaus, die sich nun in Richtung Krakau zurückzuziehen hatte.:S. 507
Nach dem Überqueren der Nida bildete das IR 83 die Nachhut und hatte dabei den Rückzug des gesamten k.u.k. V. Korps zu decken. Als das Regiment am 7. November den Raum westlich von Skalbmierz erreichte, kam es aufgrund der Überlastung der Bahnlinien zu einem Rückstau der abfließenden Eisenbahntransportzüge, sodass sich das IR 83 nachdrängenden Kosakenverbänden zum Kampf stellen musste. Dabei verlor es rund 80 Mann an Gefallenen, Verwundeten und Vermissten. Hart bedrängt von den russischen Verfolgern wurden die Kompanien derart versprengt, dass sich am nächsten Morgen nur rund 400 Mann im 35 Kilometer weiter südwestlich gelegenen Wężerów einfanden. Im Laufe der nächsten Tage fanden aber immer wieder einzelne Gruppen Anschluss an das Regiment, sodass die Gefechtsstärke bis Mitte November wieder auf rund 1500 Mann stieg. Zu dieser Zeit kam es auch zu einem Wechsel in der Regimentsführung, denn Oberst Spieß wurde mit der Führung seines Stammregimentes, dem IR 26, betraut, während das IR 83 mit Major Heinrich Uffenheimer einen neuen Kommandanten erhielt.:S. 59–60
Der dreiwöchige Rückzug endete für das Regiment im Raum Bolesław, während die k.u.k. 1. Armee nordwestlich von Krakau wieder in Stellung ging.:S. 60 In der Zwischenzeit hatte Generalstabschef Franz Conrad von Hötzendorf nicht nur der weiter östlich eingesetzten k.u.k. 4. Armee den Rückzug auf Krakau befohlen, sondern auch Einheiten der sich aus Ostgalizien zurückziehenden k.u.k. 2. Armee in diesen Raum verlegt.:S. 509 Durch diese Truppenmassierung konnte am 16. November wieder eine Offensive aufgenommen werden, aus der sich zwischen 16. und 25. November die Schlacht bei Krakau entwickelte.:S. 507ff.

#### November 1914: Schlacht bei Krakau
Die Schlacht bei Krakau wurde durch einen Angriff der k.u.k. 4. Armee am 16. November eröffnet, am Nachmittag ging auch der rechte Flügel der k.u.k. 1. Armee, das X. Korps, in die Offensive, während sich das IR 83 und die 33. Division als Armeereserve vorerst nicht an den Kämpfen beteiligten.:S. 523 Bereits am nächsten Tag kam der Angriff des k.u.k. X. Korps zum Stehen, sodass die 33. Division in den Raum östlich von Olkusz beordert wurde, wo sie es wieder mit dem russischen Gardekorps zu tun bekam.:S. 526
Die Aufgabe der Division war am 18. November entlang der Ortschaft Sułoszowa nach Osten anzugreifen. Das IR 83 bildete dabei das Zentrum des Angriffes, während es im Norden vom IR 19 und im Süden vom IR 12 flankiert wurde. Die Regimenter mussten ihren Angriff in einem deckungslosen Gelände vortragen, das aber den russischen Gardisten ideale Verteidigungsmöglichkeiten bot. Diese konnten von überhöhten Verteidigungsstellungen aus mit zahlreichen Maschinengewehren flankierend wirken und vor allem dieses MG-Feuer führte, speziell am 19. November beim IR 83, zu schweren Verlusten. Darunter befand sich auch der Regimentskommandant Uffenheimer, der tödlich getroffen wurde als er ein Bataillon aufsuchte, das im MG-Feuer liegen geblieben war. Den Befehl über das Regiment übernahm daraufhin Hauptmann Oskar Lehner. Als am 20. November das Regiment von einem Bataillon des IR 26 abgelöst wurde, hatte es den geringen Geländegewinn mit 60 Toten und fast 500 Verwundeten teuer erkauft. Die Überlebenden, die als Divisionsreserve ins Hinterland verlegt wurden, erreichten nur mehr die Gefechtsstärke eines halben Bataillons.:S. 60–62
Die Schlacht um Krakau brachte auch für die anderen Divisionen der k.u.k. 1. Armee kaum Raumgewinn. Die Verluste waren derart hoch, dass die 33. Division am 22. November dem Armeekommando meldete, dass sie aufgrund der geringen Mannschaftsstände zu keiner Angriffshandlung mehr fähig sei.:S. 547 Die stark dezimierten Einheiten der k.u.k. 1. Armee übernahmen nun die Aufgabe, die vor ihnen befindlichen russischen Verbände zu binden, während sich weiter östlich die k.u.k. 4. und 3. Armee in der Schlacht bei Limanowa–Lapanow und später in der Schlacht in den Karpaten neuerlich blutige Gefechte mit der russischen Armee lieferten.:S. 763ff. Die dem IR 83 übergeordnete 33. Division erhielt mit Ferdinand von Goglia einen neuen Kommandeur, der am 3. Dezember 1914 Karl Edler von Rebracha folgte.

#### Dezember 1914: Verfolgung der russischen Armee
Aufgrund der Erfolge der k.u.k. 3. und 4. Armee in der Schlacht bei Limanowa–Lapanow, trat die russische Armee auch vor der Front der k.u.k. 1. Armee den Rückzug an, die ab 15. Dezember dem weichenden Gegner folgte. Das IR 83 rückte als Vorhut der 33. Division bei Regen und Schneefall über Miechów und Buszków rund 85 Kilometer ohne Feindberührung nach Nordosten vor und erreichte am 19. Dezember das Dorf Złota fünf Kilometer nordöstlich von Wiślica. Das Regiment hatte zu dieser Zeit nur mehr eine Gefechtsstärke von 1.154 Mann, die in einem Bataillon zu vier Kompanien gegliedert waren.:S. 64–66
Am 20. Dezember gruppierte das k.u.k. V. Korps seine Kräfte um. Dies führte zu einer Südverschiebung der 33. Division, wobei das IR 83 Stellungen an der Nida gegenüber Wiślica bezog. Während am 21. Dezember russisches Artilleriefeuer Verluste in Form eines Gefallenen und 15 Verwundeten forderte, gelang es der weiter südlich eingesetzten 14. Division unter hohen Verlusten über die Nida zu gehen. Auch dem nördlich des IR 83 eingesetzten IR 19 gelang es auf dem östlichen Ufer Fuß zu fassen,:S. 66 sodass dem IR 83 für den 23. Dezember befohlen wurde, bei Wiślica über die Nida zu setzen. Dazu reparierten Pioniere eine von den Russen gesprengte Brücke, sodass es bis 22 Uhr gelang, alle Kompanien über den Fluss zu bringen. Ein Offiziersspähtrupp stellte anschließend fest, dass es vor Wiślica noch einen Seitenarm der Nida zu überwinden galt, über den eine weitere gesprengte Brücke führte. Am Morgen des 24. Dezembers begannen die Pioniere unter heftigem Artilleriebeschuss mit der Reparatur der zweiten Brücke, die dabei aufgetretenen hohen Verluste führten dazu, dass das Regiment die Einstellung der Arbeiten befahl.:S. 67
Die russischen Verteidiger hatten in der Zwischenzeit die übergesetzten Teile der 14. und 33. Division mit Gegenangriffen derart in die Defensive gedrängt, dass diese wieder auf das Westufer zurückgenommen werden mussten.:S. 81–83
Als sich auch das IR 83 über die Nida zurückzog, musste die unter großen Opfer reparierte Brücke wieder zerstört werden, um ein Nachstoßen des Gegners zu verhindern. Als das Regiment am 27. Dezember durch eine Einheit der 37. Honved-Division abgelöst wurde, hatte es der Einsatz vor Wiślica 29 Gefallene und 107 Verwundete gekostet. Der bisherige Regimentskommandant Lehner, der diese Stellung trotz Verwundung rund einen Monat innegehabt hatte, wurde am 29. Dezember durch Hauptmann Wilhelm Gebhardt ersetzt.:S. 67
Die hohen Verluste des IR 83 in den ersten Kriegsmonaten spiegelten sich auch in der Tatsache wider, dass die gesamte 33. Division zum Jahresende 1914 eine Gefechtsstärke von nur 4.822 Mann gegenüber einem Soll von rund 15.000 Mann aufwies. Ihre Kampfkraft entsprach damit der eines verstärkten Regiments, sie war auch unter den acht Divisionen der k.u.k. 1. Armee jene mit dem geringsten Ist-Stand.:S. Beilage 2

### Kriegsjahr 1915

#### Jahreswechsel 1914/15: Verlegung zur k.u.k. 3. Armee
Nach einem neuerlichen Einsatz in der Stellungsfront wurde das IR 83 in der Nacht auf den 3. Jänner 1915 vom Landwehr-Regiment 32 abgelöst. Hintergrund dieser Ablöse war die Verlegung der 33. Division und der 37. Honvéd-Division sowie dem übergeordneten V. Korps mittels Bahntransport zur k.u.k. 3. Armee nach Osten, während die 14. Division, die bis zu diesem Zeitpunkt stets Teil des V. Korps gewesen war, bei der k.u.k. 1. Armee verblieb.:S. 68
Das IR 83 marschierte am nächsten Tag bei Regen rund 45 Kilometer über Bejsce nach Drwinia. Dort warteten schon Ersatzmannschaften, sodass das Regiment wieder in zwei Bataillone umgegliedert werden konnte. Hauptmann Wilhelm Gebhardt übernahm das I. Bataillon, während Oberst Kiszling sein Nachfolger als Regimentskommandant wurde.:S. 68
Die 33. Division wurde am rechten Flügel der k.u.k. 3. Armee in die Waldkarpaten eingesetzt und versammelte sich im Raum Wołosate. Die Verstärkung der k.u.k. 3. Armee war notwendig geworden, weil sie nach ihren Erfolgen in der Schlacht bei Limanowa–Lapanow durch eine am 20. Dezember einsetzende Gegenoffensive wieder in die Karpaten zurückgedrängt worden war. Damit nicht genug, hatte die russische Armee den Uschok-Pass überschritten und bedrohte somit das ungarische Kernland.:S. 81–83
Unterstellungsverhältnis des IR 83 zum Stichtag 23. Jänner 1915::S. 118–119
- 3. Armee – General der Infanterie Svetozar Boroević von Bojna
  - V. Korps – Feldzeugmeister Paul Puhallo von Brlog
    - 33. Division – Feldmarschalleutnant Ferdinand von Goglia
      - 66. Brigade – Generalmajor Joseph Lieb
        - Infanterieregiment 83 – Oberst Kiszling

#### Jänner 1915: Rückeroberung des Uschok-Passes

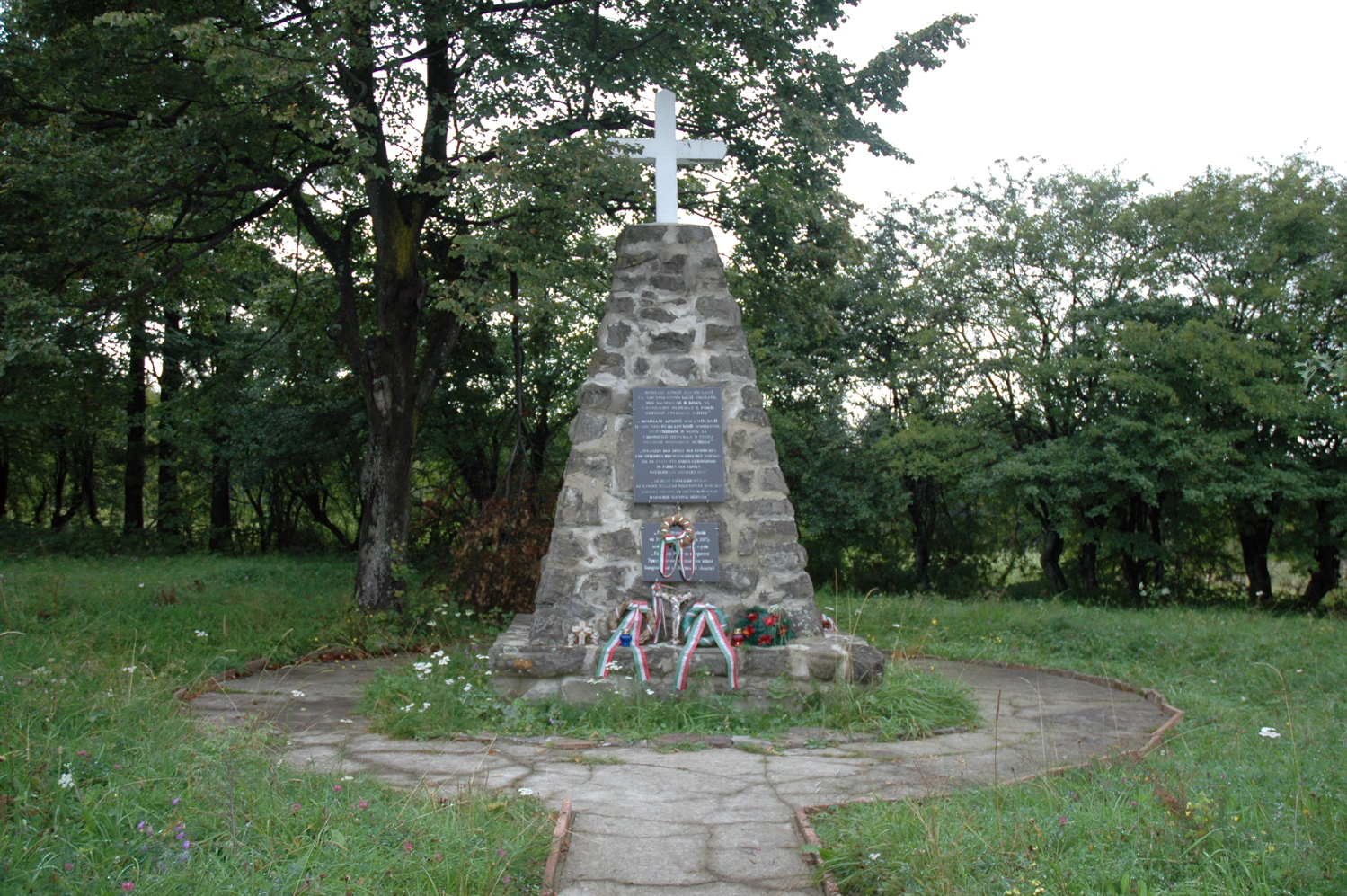
Denkmal am Uschok-Pass für die gefallenen Soldaten

Die Kämpfe der nächsten Wochen, in denen das k.u.k. V. Korps und somit auch das IR 83 beteiligt waren, erfolgten im Zuge der Schlacht in den Karpaten, deren Fernziel der Entsatz der rund 150.000 Mann starken Besatzung der eingeschlossenen Festung Przemyśl war. Eine große Bedeutung kam dabei auch der Rückeroberung des Uschok-Passes zu. Während der rechte Nachbar der 33. Division, das Korps Szurmay, direkt auf den Pass angesetzt war, sollte die Division diesen Angriff durch einen Flankenstoß unterstützen. Dazu wurde sie zweigeteilt, während sich die 65. Brigade dem allgemeinen Vorstoß der k.u.k. 3. Armee nach Norden anzuschließen hatte, sollte die 66. Brigade mit ihren Regimentern 12 und 83 den Flankenstoß von Wołosate aus in Richtung Pass führen.:S. 126–127
Um eine einheitliche Führung bei dem ab 23. Jänner einsetzenden Angriff auf den Uschok-Pass zu haben, wurde die 66. Brigade dem Korps Szurmay unterstellt. Sie musste mit dem IR 12 und dem II./IR 83 bei ihrem Flankenstoß zwanzig Kilometer im tiefverschneiten Mittelgebirge in Richtung des Berges Kinozyk Bukowszki vorstoßen, während das I./IR 83 unter dem Befehl von Regimentskommandant Kiszling auf die zehn Kilometer südlich gelegene Zolobina-Kuppe angesetzt war.:S. 72 Der Vorstoß der 66. Brigade begann am 23. Jänner um 8 Uhr in Wołosate, nach einer Nacht in Schneehöhlen griff sie am nächsten Vormittag die Bergkuppen an. Als im Laufe des Tages ein heftiger Schneesturm aufzog, müssten die Kompanien zurückgenommen werden, um weitere Verluste durch Erfrierungen zu vermeiden. Die eigentlichen Kampfhandlungen hatten dem II. Bataillon 32 Gefallene und 83 Verwundete gekostet.:S. 73 Obwohl die Besetzung beider Bergkuppen scheiterte, brachten die Angriffe die russische Verteidigung derart in Unordnung, dass die 128. Brigade des Korps Szurmay am 26. den Uschok-Pass erobern konnte.:S. 126–127
In einem zeitgenössischen Bericht wurde der Angriff der 66. Brigade beschrieben:

„Am 23. Jänner brach man los, hinein in die eisige Hölle der Karpathenschlacht. Der Uzsok-, der Verecke- und der Wyszkower Paß wurden erstürmt, aber am Nordhange des Gebirges empfing die Truppen der Schneesturm. Am 25. Jänner wird die siegreich vordringende Brigade des Generalmajors Lieb, nachdem sie den Feind geworfen, durch den eisigen Nordost in ihre Ausgangsstellung zurückgejagt. Das Verhängnis bricht herein. Es ist erschütternd, die Berichte jener Tage zu lesen. Täglich erfrieren Hunderte; jeder Verwundete, der sich nicht fortschleppen kann, ist unweigerlich dem Tode verfallen.“

Für das k.u.k. V. Korps entstand durch die Angriffserfolge die unangenehme Situation, dass sich zwischen der 65. Brigade der 33. Division am rechten Korpsflügel und der an das Korps Szurmay verliehenen 66. Brigade ein freier Raum von 20 Kilometer Breite und zehn Kilometer Tiefe gebildet hatte, in dem die russische Front stehengeblieben war.:S. 126–127 Der Vorstoß der k.u.k. 3. Armee selbst scheiterte am schlechten Wetter und der unzulänglichen Ausrüstung und so war wieder die russische 8. Armee am Zug, welche in einer Gegenoffensive ab 26. Jänner Teile des verloren gegangenen Terrains zurückeroberte.:S. 129ff.
Das IR 83 bildete Ende Jänner nach wie vor den in der Luft hängenden linken Flügel des Korps Szurmay und sicherte dessen Front nach Norden hin ab. Die winterlichen Bedingungen in den Karpaten führten zu massiven Nachschubproblemen, so konnten am 28. Jänner an eine 150 Mann starke Kompanie nur ganze 18 Brote ausgegeben werden. Ein weiteres großes Problem waren schwere Erfrierungen, die allein an diesem Tag zu 60 Ausfällen führten, als sich die 66. Brigade einem Angriff der 8. Kavallerie-Division anzuschließen und das IR 83 dabei die Ortschaft Tarnawa-Wyzna zu besetzen hatte. In Kämpfen, die zuerst nur von der 2. und 3. Kompanie vorgetragen wurden, und in die später noch drei weitere Kompanien des Regiments eingriffen, konnte dieses Ziel unter schweren Verlusten erreicht werden.:S. 74–75

#### Februar 1915: Abflauen der Kämpfe, Beginn des zweiten Entsatzversuches von Przemysl
Obwohl sich die Versorgungslage verbessert hatte, litt das IR 83 nach wie vor darunter, dass die Nachschub- und Versorgungselemente bei der 33. Division verblieben waren, sodass das Regiment bereits seit zwei Wochen ohne warme Verpflegung auskommen musste.:S. 77–78 Die Ankunft zweier Marschkompanien wurde genutzt, um beide Bataillone in jeweils drei gleich starke Kompanien zu rund 160 Mann umzuorganisieren.:S. 77
Um die Lücke zwischen dem k.u.k. V. Korps und dem Korps Szurmay aufzuklären, wurde am 13. Februar eine rund 400 Mann starke Kampfgruppe gebildet, die unter der Führung von Regimentskommandant Kiszling in diesen Raum vorstieß. Der Gruppe gelang es, trotz Wetter- und Geländeunbilden, Kontakt mit der im Westen kämpfenden eigenen Division aufzunehmen.:S. 78–79
Nicht alle Teile des IR 83 waren zusammen mit der 66. Brigade Ende Jänner zum Korps Szurmay gewechselt. Einer Kompanie, die unter der Führung von Hauptmann Konstantin Straic bei der 33. Division verblieben war, gelang es am 11. Februar in einem verlustreichen Gegenangriff eingeschlossene Teile des IR 26 zu befreien.:S. 79
Während am 27. Februar der zweite Entsatzversuch von Przemysl mit Angriffen in einem rund 40 Kilometer westlich vom IR 83 gelegenen Gebiet begann,:S. 196 wurde das Regiment aus der Front gezogen und zunächst als Korpsreserve nach Sjanky verlegt. Groß war die Freude unter den Soldaten als am 1. März der Befehl zur Rückverlegung der 66. Brigade zur eigenen 33. Division eintraf, um als Armeereserve hinter den Stellungen des k.u.k. V. Korps bereitgestellt zu werden.:S. 80

#### März 1915: Scheitern des zweiten Entsatzversuches von Przemysl
Bereits einen Tag später kam es zur Wiedervereinigung mit der 33. Division bei Ustrzyki Górne im Raum nördlich von Wołosate,:S. 197 wo das IR 83 und die übergeordnete 66. Brigade als Armeereserve zur Ruhe kommen und die Ausrüstung ergänzen konnten.
Diese Ruhe währte aber nicht lange, denn die 66. Brigade sollte einen Angriff des k.u.k. V. Korps unterstützen, der als Ablenkungsmanöver gedacht war für den weiter westlich angesetzten Hauptstoß der k.u.k. 2. Armee. Am Morgen des 7. März griff die Brigade bei Dźwiniacz Górny an und überschritt den San, um sich im einen Kilometer nördlich gelegenen Höhengelände von Kiczora festzusetzen. Die russische Armee beantwortete diesen Vorstoß mit heftigem Artilleriefeuer, das ein weiteres Vorgehen unterband.:S. 81 Das k.u.k. V. Korps befahl daraufhin für den nächsten Tag die Fortsetzung des Angriffes, wogegen Brigadekommandant Lieb protestierte, da für die Überwindung des mit Stacheldrahtverhauen gesicherten tief gestaffelten Grabensystems nicht einmal Drahtscheren zur Verfügung standen. Auch hing im Osten das Korps Szurmay weit zurück, sodass der Brigade die Abschnürung drohte. Nach der Wiederholung des Angriffsbefehl traten beide Regimenter wieder an, drei Kompanien des IR 83 gerieten dabei in schweres Artilleriefeuer, sodass der Angriff unter hohen Verlusten abgebrochen werden musste. Das IR 83 verlor dabei 9 Gefallene und 76 Verwundete, hinzu kamen noch 66 Ausfälle durch Erfrierungen. Die Soldaten wurden daraufhin in die Ausgangsstellungen zurückgenommen und die Front erstarrte in den nächsten Wochen im Stellungskrieg.:S. 83
Die Versorgungsmängel trugen ihren Teil dazu bei, dass am 20. März die Kiczora-Höhen verloren gingen. Das IR 83 erlitt durch Artilleriebeschuss am Morgen Verluste in Form von neun Toten und zahlreichen Verwundeten. Während der linke Nachbar, die 37. Honved-Division, im Laufe des Tages durch russische Angriffe zurückgedrängt wurde, blieb die Stellung des IR 83 zunächst unbehelligt. Als am Abend die 6. Kompanie mitten in einem Schneesturm als Ablöse auf die Kiczora-Höhen geschickt wurde, erlitt sie schwerste Verluste durch einen Artillerieüberfall. Kurz danach drang russische Infanterie in die Stellung ein, die aufgrund des Fehlens von Stacheldraht nicht ausreichend geschützt war. Ein Gegenangriff mit den letzten Reserven des II. Bataillons scheiterte, dabei fiel dessen Kommandant Oberstleutnant Hugo Pittreich.:S. 84 Aufgrund der strategischen Bedeutung der Höhen wurden der 66. Brigade am nächsten Tag ein Bataillon des IR 76 sowie zwei Bataillone des IR 3 der bei Wołosate in Reserve liegenden 31. Division als Verstärkung zugeführt und die Brigade selbst dieser Division unterstellt. Ein Gegenangriff dieser Truppen scheiterte im Abwehrfeuer der russischen Verteidiger und als am 22. März die Nachricht von der Kapitulation der Besatzung von Przemysl eintraf, wurden alle Offensivaktionen eingestellt und der Rückzug aus dem Gebiet nördlich des Sans angeordnet. Da das raue Winterwetter der Gesundheit von Oberst Kiszling sehr zugesetzt hatte, musste er das Kommando über das Regiment an Hauptmann Konstantin Straic abgeben.:S. 85
Während die nächsten Tage weitgehend ereignislos verliefen, begann die russische Armee am 30. März wieder mit Offensivoperationen, die in erster Linie den linken Nachbarn, die 37. Honved-Division, betrafen. Diese konnte dem russischen Druck nicht standhalten und so musste auch das IR 83 die San-Linie aufgeben und sich zusammen mit dem IR 12 auf das Höhengelände südlich des Flusses zurückziehen.:S. 85

#### April 1915: Osterschlacht in den Karpaten
Die neue Stellung des Regiments war für das gesamte k.u.k. V. Korps von strategischer Bedeutung, denn das Tal von Wołosate über das seine Versorgung erfolgte, befand sich nur zwei Kilometer weiter südlich. Am 2. April erfolgte ein massiver Angriff, dabei gelang es einem russischen Bataillon in die Stellung einzudringen und einen rund 500 Meter breiten Abschnitt zu besetzen. Leutnant Karl Ungár trat aus eigenem Entschluss mit der rund 60 Mann starken Eingreifreserve des Regiments zu einem Gegenstoß an und stellte den alten Stellungsverlauf wieder her. Trotz hoher eigener Verluste (12 Tote und 14 Verwundete) gelang es rund 150 gegnerische Soldaten gefangen zunehmen. Das russische Bataillon hatte außerdem noch rund 200 Gefallene zu verzeichnen, die großteils einem flankierend wirkenden MG zum Opfer gefallen waren. Für diese Tat, welche das k.u.k. V. Korps davor bewahrte abgeschnitten zu werden, wurde Ungár abermals nach Oktober 1914 für die Verleihung des Maria-Theresia-Ordens eingereicht.:S. 230:S. 88, 89
Die negative Entwicklung der militärischen Lage entlang der Karpatenfront bedingte nicht nur den Rückzug des k.u.k. V. Korps, sondern der ganzen k.u.k. 2. Armee. Bei diesem bildete die 33. Division die Nachhut und wurde deswegen dem östlich anschließenden Korps Szurmay unterstellt, das am Uschok-Pass aus Rücksicht auf die deutsche Südarmee stehengeblieben war. Auf Drängen deren Oberbefehlshabers, General der Infanterie Alexander von Linsingen, wurde das Korps Szurmay der Südarmee unterstellt.:S. 247,  Das IR 83 fand sich durch diese auf höchster Ebene nicht ganz friktionsfrei getroffenen Entscheidung in der Schnittstelle zweier Armeen wieder und hatte daher in den nächsten Tagen unter den Kompetenzstreitigkeiten der übergeordneten Stäbe zu leiden.
Am 3. April erhielt das Regiment den Befehl sich zusammen mit der 33. Division langsam nach Süden zurückzuziehen. In zwei anstrengenden Nachtmärschen erreichten die erschöpften Soldaten des IR 83 über Wołosate den Raum Zhornava, wo die verbliebenen 768 Mann in fünf schwache Kompanien umgegliedert wurden. Noch am gleichen Tag erfolgte die Verlegung des Regiments im Eisenbahntransport zur 31. Division, die als Teil des k.u.k. V. Korps zur k.u.k. 2. Armee gehörte. Als die russische Armee die Ceremcha-Höhe südlich von Wołosate eroberte und das zum Uschok-Pass führende Tal des Usch bedrohte, wurden drei Kompanien des IR 83 auf Drängen des Korps Szurmay wieder zur Südarmee in Marsch gesetzt.:S. 90, 91 Dort erfolgte die Unterstellung unter die 65. Brigade, die eigentlich zur 33. Division gehörte, hier aber im Rahmen der 31. Division versuchte den Höhenzug wieder zu besetzen. Am 11. April fiel der Bataillonskommandant Hauptmann Höllriegel in vorderster Front, als er versuchte, den Angriff im tiefen Schnee in Schwung zu bringen. Zwei Tage später gelang es der 65. Brigade die Höhenstellung einzunehmen,:S. 92, 93 danach flauten die Kämpfe merklich ab, sodass die Winterschlacht in den Karpaten im Laufe des Aprils allmählich ausklang.:S. 258–260

#### Mai 1915: Schlacht bei Gorlice-Tarnów – Kriegswende an der Ostfront
Um einen Zusammenbruch der Donaumonarchie zu verhindern, beschlossen die Generalstäbe der Mittelmächte bei Gorlice eine Durchbruchsschlacht zu wagen. Dazu wurde ab 21. April 1915 südwestlich der Stadt die deutsche 11. Armee mit acht deutschen und zwei k.u.k. Divisionen unter Generaloberst August von Mackensen bereitgestellt. Beginnend ab 2. Mai gelang der 11. Armee in der Schlacht bei Gorlice-Tarnów nicht nur ein operativer Durchbruch, sondern in weiterer Folge kam die gesamte russische Karpatenfront in Bewegung.:S. 316ff.
Das IR 83 erhielt am 6. Mai mit Oberst Desiderius Farkas einen neuen Regimentskommandanten. Spähtrupps des Regiments stellten fest, dass die gegenüberliegende russische 8. Armee ihre Stellungen in den ersten Tages des deutschen Durchbruches nach wie vor besetzt hielt. Erst am 8. Mai gegen 11 Uhr konnten vor dem IR 83 Absetzbewegungen des russischen XVIII. Korps beobachtet werden, vier Stunden später nahmen die k.u.k. Truppen die Verfolgung auf. Die russische Artillerie leistete hinhaltenden Widerstand, um den Vormarsch der 33. Division zu verlangsamen. Am 10. April wurde dem IR 83 ein Marschbataillon als II. Bataillon eingegliedert, sodass die Gefechtsstärke auf 2.130 Mann stieg, die in nunmehr drei Bataillonen gegliedert waren. Trotz der russischen Hinhaltetaktik konnte das Regiment bei Dwernik am 11. Mai den San überschreiten.:S. 96:S. 354, 356 Über Lutowiska (12. Mai) und Sambir (15. Mai) gelangte die 33. Division bis zum 16. Mai an den Strywihor, einem Nebenfluss des Dnister, wo sich die russische Armee wieder zum Kampf stellte. Bei Kämpfen rund um die Ortschaft Koniuszki-Siemianowskie machte sich einmal mehr die unzureichende Ausstattung mit Artillerie bemerkbar (das k.u.k. V. Armeekorps hatte insgesamt nur 14 Geschütze zur Verfügung),:S. 354, 396 während die russische Artillerie in der Zeit von 16. bis 18. Mai mit 65 Gefallenen und 248 Verwundeten dem Regiment große Verluste zufügen konnte.:S. 98 Am 22. Mai unternahm das russische VII. Korps einen Gegenangriff auf die 33. Division, die diesen unter großen Verlusten für beide Seiten stoppen konnte. Das IR 83 verlor dabei 273 Gefallene und Verwundete und 254 Kriegsgefangene. Die Gefechtsstärke war bis 29. auf unter 1.000 Mann gesunken, sodass neuerlich Bataillone (I. mit III.) zusammengelegt werden mussten.:S. 99, 100
Ende Mai kam es auch zu Umbesetzungen in den vorgesetzten Kommandobehörden des IR 83. Der bisherige Kommandant des k.u.k. V. Korps, Paul Puhallo von Brlog, wurde Oberbefehlshaber der k.u.k. 3. Armee.:S. 412 Sein Nachfolger als Korpskommandant wurde der bisherige Kommandant der 33. Division, Ferdinand von Goglia, diesem folgte Theodor Hordt als Divisionskommandant nach.:S. 100

#### Juni 1915: Schlacht um Lemberg
Während weiter nördlich das k.u.k. X. Korps und die 11. Königlich Bayerische Division die Wiedereroberung von Przemyśl gelang, war das IR 83 zur Korpsreserve erklärt worden. Am 8. Juni begann südlich des k.u.k. V. Korps ein Gegenangriff der russischen Armee, dem die Heeresleitung durch Heranführen von Reserven versuchte Einhalt zu gebieten.:S. 462ff. Zu diesen Einheiten gehörte auch das IR 83, das am 9. Juni im Fußmarsch in die bedrohte Zone verlegt und dort der 51. Honved-Division unterstellt wurde.:S. 101
Diese befahl für den nächsten Tag einen Angriff auf die Ortschaften Hrushiv – Litynya. Ohne Artillerieunterstützung und ohne ausreichende Aufklärung durchgeführt, traf der Angriff auf gut getarnte russische Stellungen und das Regiment wurde derart zusammengeschossen, dass über 50 Prozent Verluste eintraten. Die übrig gebliebenen 446 Mann fasste man im II. Bataillon zusammen,:S. 101, 102 das am 12. Juni den Angriff auf Befehl der 51. Division wiederholen musste. Das 83er-Bataillon wurde dazu dem 302. Honved-Regiment unterstellt, mit dessen beiden Bataillonen es den Angriff durchführte. Nach heftiger russischer Gegenwehr gruben sich die drei Bataillone auf den erreichten Positionen ein, wo sie auch den folgenden Tag verbrachten. Im Morgengrauen des 14. Junis führte ein überraschender russischer Gegenangriff zur Zerschlagung beider Honved-Bataillone, lediglich 100 Mann erreichten wieder die eigenen Linien. Das II./IR 83 verdankte es der Aufmerksamkeit einer MG-Bedienung, dass es sich unter geringen Verlusten zurückziehen konnte.:S. 103
Am 18. Juni traf das mittlerweile elfte Marschbataillon ein, das als neues I. Bataillon eingegliedert wurde und so die Gefechtsstärke auf 1.307 Mann anhob.:S. 104 Zeitgleich begann auch der Rückzug des russischen Heeres vor der Front des Regiments, das diesem im Verband der 51. Honved-Division bis zum 21. Juni nach Nordosten folgte. Am 22. Juni, als weiter nördlich das k.u.k. XIX. Korps die im September 1914 aufgegebene galizische Hauptstadt Lemberg zurückeroberte,:S. 502, 503 wechselte das IR 83 zur nördlich vorgehenden 14. Division, ehe es am 24. Juni wieder zur eigenen 33. Division zurückkehren konnte.:S. 104 Mit dieser erreichte das Regiment, nach zum Teil verlustreichen Gefechten gegen das russische VI. Korps, über Bibrka (24. bis 26. Juni), Swirsch (27. Juni) und Kymyr (28. Juni) am 30. Juni die Hnyla Lypa bei Peremyschljany, wo es zur Verteidigung überging.:S. 106 bis 109
Das IR 83 hatte im Juni unter dem Kommando dreier verschiedener Divisionen (14., 33. und 51.) sieben Sturmangriffe durchgeführt und dabei fast 1.000 Mann verloren. Gegen Ende des Monats war die Gefechtsstärke wieder auf rund 800 Mann gesunken, die in zwei Bataillonen gegliedert waren.:S. 109

#### Juli, August: Stellungskrieg an der Zlota Lipa
Am 4. Juli begann sich das russische VI.Korps neuerlich vor der Front der 33. Division zurückzuziehen, deren Regimenter daraufhin die Verfolgung aufnahmen, die das IR 83 nach Pnyatyn und am 5. Juli schließlich an die Zlota Lipa im Gebiet des heutigen Rajons Solotschiw führte. Dort wurde es zur Divisionsreserve erklärt und baute in dieser Funktion bis 12. Juli bei Lissowi eine Reservestellung aus, ehe es von 13. Juli bis Ende August in der Stellungsfront zwischen Trudowatsch und Mytulyn eingesetzt wurde.:S. 109, 110
Hier konnte durch die Eingliederung des XII. Marschbataillons die Gefechtsstärke auf 1.718 Mann angehoben und das III.Bataillon wieder aufgestellt werden. Mit dem Marschbataillon kamen auch zwei Kompanien des IR 36 an, das strafweise aufgelöst worden war, nachdem es am 27. Mai bei einem Angriff des kaukasischen III. Korps keinen Widerstand geleistet und so eine schwere lokale Krise im Bereich der k.u.k. 4. Armee ausgelöst hatte.:S. 427 bis 429 Die 200 tschechischen Soldaten wurden im IR 83 nicht geschlossen eingesetzt, sondern auf das gesamte Regiment aufgeteilt. Bei dieser Gelegenheit musste es auch seine muttersprachliche Zusammensetzung erheben, demnach gaben 54 % Ungarisch, 30 % Deutsch, je 7 % Slowenisch bzw. Tschechisch und 1 % Kroatisch als Muttersprache an.:S. 112
Als am 9. August das XIII. Marschbataillon eintraf, erhöhte sich die Gefechtsstärke des IR 83 auf über 3.000 Mann, sodass nun auch Teile des IV. Bataillons aufgestellt wurden. Der bisherige Regimentskommandant, Oberst Dezső Farkas, gab das Kommando wegen einer schweren Erkrankung ab, ebenso wurde der verwundete Brigadekommandant Joseph Lieb durch Generalmajor
Michael Mihaljevic ersetzt.:S. 112
Am 27. August begann für das auf vier Divisionen verstärkte k.u.k. V. Korps nach einem 60-minütigen Artillerieschlag auf die Stellungen des russischen VI. Korps der Feldzug nach Rowno.:S. 58 Das IR 83 war in den ersten Tagen der Offensive auf verschiedene Einheiten aufgeteilt, daher nahm zunächst nur das I./IR 83 an den Kämpfen teil. Dem k.u.k. V. Korps gelang es unter hohen Verlusten die Zlota Lipa zu überwinden, sodass das russische VI. Korps am nächsten Tag begann sich nach Osten zurückzuziehen. Die Regimenter der 33. Division erreichten am 29. zunächst ohne Feindwiderstand Potschapy, am Nachmittag blieb dann ein Angriff auf Schulytschi zunächst unter hohen Verlusten liegen, ehe zwei Bataillone des IR 83 die Ortschaft in einem Nachtangriff einnehmen konnten. Hier kam die Front für einige Tage zum Stehen, das IR 83 hatte bis zu diesem Zeitpunkt 620 Mann an Toten und Verwundeten verloren.:S. 112 bis 114

#### September: Feldzug nach Rowno
Am 2. September setzte sich das k.u.k. V. Korps wieder in Bewegung und erreichte gegen Abend das Gebiet westlich von Pidkamin.:S. 89 Durch Artilleriebeschuss und einen Gegenangriff des russischen VI. Korps traten beim IR 83 neuerlich große Verluste auf. Nach einigen Ruhetagen setzte die 33. Division die Offensive fort, welche das IR 83 nach Rydomyl führte, wo Angriffe gegen gut ausgebaute russische Stellungen bis zum 10. September weitere Verluste in Höhe von rund 100 Gefallenen und Verwundeten verursachten. Da nun die Angriffskraft des k.u.k. V. Korps erschöpft war, gruben sich dessen Regimenter auf der erreichten Position ein.:S. 115:S. 107, 108
In der Nacht auf den 13. September drangen russische Truppen tief in das Stellungssystem der rechten Nachbardivision ein und begannen am Morgen die Stellung der 33. Division von Süden her aufzurollen. Vom IR 83, das den rechten Divisionsflügel bildete, wurde das I. Bataillon dabei fast vollständig aufgerieben, durch seinen Widerstand gewann aber die 33. Division Zeit, um sich mit Teilen ab 8 Uhr nach Westen in Richtung Rostoky zurückzuziehen. Trotzdem hatte die Division am Abend, als sie eine neue Widerstandslinie bei Wolicza errichtete, nur mehr eine Gefechtsstärke von rund 1.000 Mann, so war das IR 26 in Rydomyl eingeschlossen und vernichtet worden. Mit einer Gefechtsstärke von 400 Mann stellte das IR 83 noch das größte Kontingent in der neuen Stellung, das durch Nachzügler am nächsten Tag auf 530 Mann anstieg.:S. 116, 117:S. 124, 125
Am 17. September schloss sich das IR 83 einem Vorstoß der 26. Division an, der die Front wieder einige Kilometer nach Osten verschob. Einen Tag später erhöhte sich die Gefechtsstärke des Regiments durch die Eingliederung des XIV. Marschbataillons auf über 1.600 Mann, wodurch die Neuaufstellung von Teilen des I. Bataillons möglich war. Gegen Ende September wurde das IR 83 auch aus der Front gezogen und als Korpsreserve in den Raum Lopuschne verlegt.:S. 118

#### Oktober bis Dezember: Stellungskämpfe bei Nowyj Oleksynez
Anfang Oktober verlegte die 66. Brigade mit den Regimentern 12 und 83 zur 32. Division nach Nowyj Oleksynez, um deren Einheiten abzulösen. Nach relativ ereignislosen Wochen begann am 21. Oktober eine russische Offensive gegen das k.u.k. V. Korps, bei der die Stellung der 66. Brigade von sieben russischen Regimentern angegriffen wurde. Während das IR 83 und das Schwester-Regiment 12 ihre Stellungen halten konnten, gelang den russischen Truppen weiter nördlich ein Durchbruch, der die 66. Brigade im Rücken bedrohte, sodass diese um die Mittagszeit den Rückzug antreten musste. Obwohl die russische Offensive sich bereits nach wenigen Kilometern festgelaufen hatte, verlor das IR 83 bei diesen Kämpfen rund 750 Mann, die meisten davon gingen in Kriegsgefangenschaft.:S. 119, 120 Der Tagesverlust des k.u.k. V. Korps belief sich auf 7.500 Mann, durch Heranführen von Reserven konnte der russische Vorstoß gestoppt und nach lokalen Gegenangriffen erstarrte die Front im Stellungskrieg.:S. 546ff.
Während in der ersten Zeit des Stellungskrieges provisorische Schützengräben entstanden, wurden diese nach und nach zu einem komplexen Stellungssystem ausgebaut, das aus drei parallel verlaufenden, mit Stacheldraht gesicherten, Grabensystemen bestand. Im November und im Dezember konnte jeweils ein Marschbataillon eingegliedert werden, dem Abgänge in Form von 8 Gefallenen, 265 Verwundeten und 778 Kranken gegenüberstanden, sodass bis zum Jahresende die Gefechtsstärke des IR 83 auf rund 3.000 Mann anstieg. Oberst Vinzenz Rosenmayr übernahm das Regiment am 16. Dezember als neuer Kommandant.:S. 122

### Kriegsjahr 1916

#### Jänner bis Mai: Stellungskämpfe bei Nowyj Oleksynez

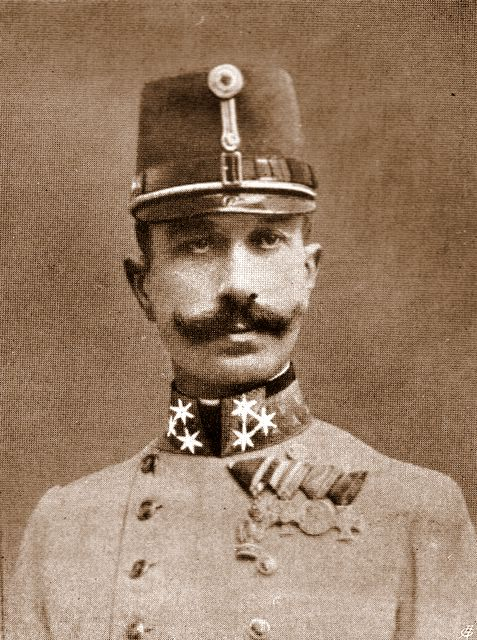
Eduard von Böhm-Ermolli stattete dem IR 83 am 3. Februar einen Truppenbesuch ab

Nach drei Monaten Stellungskrieg wurde das IR 83 durch das Schwester-Regiment 12 abgelöst und als Divisionsreserve nach Haji-Rostozki verlegt. Dort stattete am 3. Februar der Oberbefehlshaber der k.u.k. 2. Armee, Eduard von Böhm-Ermolli, dem Regiment einen Truppenbesuch ab, ehe es am 17. Februar südlich der alten Position bei Nowyj Oleksynez in die Stellungsfront zurückkehrte, um das divisionseigene IR 26 zu ersetzen.:S. 122
Während sich Verluste durch Artillerieüberfälle und Stoßtruppunternehmen in Grenzen hielten, konnte durch die Eingliederung weiterer Marschbataillone das IV. Bataillon wieder aufgestellt werden, außerdem erfolgte die Zusammenfassung aller Maschinengewehre des Regiments in einer eigenen MG-Kompanie.:S. 125
Ein bemerkenswertes Ereignis, das an den Weihnachtsfrieden 1914 an der Westfront erinnerte, ereignete sich am Ostersonntag (23. April), als die Soldaten beider Seiten aufeinander zukamen, um Hände zu schüttelten und Zigaretten auszutauschen. Allerdings nutzte die russische Seite dabei gewonnene Aufklärungsergebnisse für letztendlich erfolglose Angriffsunternehmen, die am nächsten Abend gegen die 13. Kompanie und das benachbarte IR 12 stattfanden.:S. 124

#### Juni bis August: Abwehr der Brussilow-Offensive
Am 4. Juni begann an mehreren Stellen der Ostfront die Brussilow-Offensive der russischen Armee, wobei die k.u.k. 2. Armee zunächst nicht direkt angegriffen wurde. Sie konnte daher Teile der 33. Division zur nördlich angrenzenden k.u.k. 1. Armee in Marsch setzen, welche die bei Luzk entstandene Fronteinbuchtung abzuriegeln versuchte. Dies führte für das IR 83 in nächster Zeit nicht nur dazu, dass es oft verschiedenen höheren Stäben unterstellt war, sondern dass auch seine Bataillone getrennt eingesetzt wurden. Während es dabei meist als Brigade-, Divisions-, Korps- oder Armeereserve fungierte und somit relativ wenige Kämpfe zu bestreiten hatte, erlitt das an die 11. Division abgegebene II. Bataillon am 17. und 18. Juni westlich Luzk schwere Verluste. Die restlichen Einheiten befanden sich in der zweiten Junihälfte zwischen Brody und Pidkamin in verschiedenen Reservefunktionen, der Regimentsstab war dabei der 53. Brigade (27. Division) unterstellt. Ende Juni ersetzte Oberstleutnant Ludwig Breuer den erkrankten Regimentskommandanten Rosenmayer.:S. 127
Anfang Juli verlegte das IR 83 in den Raum Brody und erfüllte im Rahmen der ebenfalls zur 27. Division gehörenden 54. Brigade Sicherungsaufgaben. Am 21. Juli traf der Führungsstab der 33. Division zusammen mit dem Schwester-Regiment 12 in Brody ein und übernahm wieder den Befehl über das IR 83. Bereits zwei Tage später wurde dieses in das 30 Kilometer weiter nördlich gelegene Gebiet zwischen Sahatka und Stremiltsche verlegt, um in der Stellungsfront am Styr eingesetzt zu werden.:S. 127, 128
Ende Juli lösten deutsche Truppen das Regiment an der Styr-Front ab, das daraufhin rund 50 Kilometer nach Süden in den Raum von Harbusiw verlegte, um wieder in jenen Abschnitt der Front zurückzukehren, von wo aus es am 4. Juni abberufen worden war. Dieses neue Stellungsgebiet lag rund 20 km westlich des Ausgangspunktes bei Nowyj Oleksynez, da sich im Zuge der Brussilow-Offensive die Front verschoben hatte. Bei lokalen Gegenangriffen, die vom Regiment erfolgreich bestritten wurden, traten bis zum Monatsende Verluste in der Höhe von 250 Mann auf (davon 30 Gefallene). Das Regiment hatte aber aufgrund der Eingliederung verschiedener Marschbataillone eine bis zu diesem Zeitpunkt unerreichte Stärke erhalten, sodass neben den vier etatmäßigen Bataillonen noch eineinhalb Reservebataillone aufgestellt werden konnten.:S. 129 Ende August erhielt die 33. Division mit Artur Iwanski von Iwanina einen neuen Kommandeur, der von 1911 bis 1913 das IR 83 kommandiert hatte.:S. 130

#### September bis Dezember: Stellungskrieg bei Batkiw
Am 6. September bezog das IR 83 einen fünf Kilometer langen Abschnitt zwischen den Dörfern Batkiw und Swyschen im heutigen Rajon Brody, wo es die nächsten 13 Monate im Stellungskrieg verbrachte, als Gegner lag das russische XVII. Korps der russischen 11. Armee gegenüber.:S. 130
Unterstellungsverhältnis des IR 83::S. Beilage 6
- 2. Armee – Generaloberst Eduard von Böhm-Ermolli
  - Gruppe Eben (dt. I. Armee-Korps) – General der Infanterie Johannes von Eben
    - IV. Korps – Feldmarschalleutnant Theodor von Hordt[16]
      - 33. Division – Generalmajor Artur Iwanski von Iwanina
        - 66. Brigade – Oberst von Magerl
          - Infanterieregiment 83 – Oberstleutnant Ludwig Breuer

Da sich das Gelände als sehr ungünstig erwies und zu dieser Zeit die Stellungen noch nicht ausreichend ausgebaut waren, traten bis Ende September Verluste in der Höhe von 60 Gefallenen und 300 Verwundeten auf, die durch die Eingliederung des XXIII. Marschbataillons aber mehr als ausgeglichen wurden.:S. 130 In der Nacht auf den 5. Oktober setzte russisches Artilleriefeuer ein, das sich im Laufe des Vormittages zum Trommelfeuer steigerte. Kurz nach Mittag erfolgte der Infanterieangriff, der tief in die Stellungen des Regiments eindrang,:S. 130 sodass am Nachmittag Divisionskommandeur Iwanina das deutsche IR 233 von Norden und das II./IR 83 sowie Teile des IR 26 von Süden her auf den Einbruchsraum angreifen ließ. Unter schweren Verlusten konnten diese Einheiten bis zum Abend den alten Frontverlauf wiederherstellen. Dem IR 83 hatte dieser Tag mit 103 Gefallenen, 182 Verwundeten und 600 Vermissten (vornehmlich Kriegsgefangene) besonders hohe Verluste gefordert. Das deutsche IR 233 und das IR 26 verloren zusammen rund 400 Mann, darunter 63 Tote, während vom russischen Angreifer über 100 Gefallene und rund 300 Gefangene, viele von ihnen verwundet, im wiedereroberten Stellungssystem zurückblieben.:S. 132
Am 16. Oktober wurde das III. Bataillon mit Gasgranaten beschossen, der anschließende Infanterieangriff scheiterte an den Drahtsperren, sodass die russische Seite rund 70 Gefallene zu verzeichnen hatte, während die Verluste des IR 83 mit 8 Gefallenen und 11 Verwundeten relativ glimpflich ausfielen.:S. 132
Bis zum Jahreswechsel war im Bereich der 33. Division ein umfangreiches mit Stacheldrahtverhauen gesichertes Grabensystem entstanden, zudem gab es nun ausreichend Artillerieunterstützung und durch die Abhaltung spezieller Lehrgänge und permanenter Alarmübungen hatte das Regiment den Grabenkrieg perfektioniert.:S. 132

### Kriegsjahr 1917

#### Jänner bis Oktober: Stellungskrieg bei Batkiw
Die ersten Wochen des Jahres 1917 verliefen im Abschnitt der k.u.k. 2. Armee sehr ruhig, sieht man von gelegentlichen Stoßtruppunternehmen und Artillerieüberfällen einmal ab. Umso überraschender war die Sprengung eines Minenstollens am 13. März um 3 Uhr morgens durch russische Einheiten, den sie in wochenlanger Arbeit an die Front der 33. Division bzw. der im Süden anschließenden deutschen 195. Infanterie-Division vorangetrieben hatten.:S. 84 Die Explosion riss zwar einen Krater mit 60 Meter Durchmesser und 30 Meter Tiefe, der zeitgleich stattfindende russische Infanterie-Angriff konnte aber vom III. Bataillon des IR 83 und der deutschen Nachbareinheit mühelos abgewehrt werden.:S. 136
Einen Tag später startete des IR 83 zusammen mit Einheiten des IR 12 und des deutschen IR 233, das zur südlich angrenzenden 195. Infanterie-Division gehörte, einen Angriff auf russischen Stellungen, bei dem 300 Gefangene eingebracht und zwei MG-Stellungen zerstört wurden.:S. 85
Am 11. April übernahm Oberst Josef Turba das Kommando über das Regiment, das er bis Kriegsende innehaben sollte.:S. 137

#### Juni, Juli: Kerenski-Offensive
Obwohl die russische Armee aufgrund der Februarrevolution 1917 und der Abdankung von Zar Nikolaus II. am 15. März 1917 innerlich geschwächt war, konnten ab Mitte Juni vor der k.u.k. 2. Armee Vorbereitungen zu einer neuen Offensive beobachtet werden.:S. 226–227 An der Front der 33. Division setzte ab dem 17. Juni tatsächlich Gefechtstätigkeit ein. Allerdings wurde diese von den höheren Stäben nur als Ablenkungsmanöver interpretiert, um die tatsächlichen Angriffsabsichten zu verschleiern.:S. 228
Tatsächlich traf der Hauptstoß der sogenannten Kerenski-Offensive, der im Bereich der k.u.k. 2. Armee vorgesehen war, am 1. Juli 1917 bei Zborów rund 40 Kilometer weiter südlich die Front des k.u.k. IX. Korps.:S. 250 In der Schlacht bei Zborów konnten bereitgestellte Reserven den Vorstoß der angreifenden russischen 11. Armee stoppen, wobei ein Regiment der 33. Division im Rahmen der deutschen 197. Infanterie-Division von Norden her an den Einbruchsraum herangeführt wurde.:S. 250

#### 6. Juli 1917: Traditionstag der Nachfolgereinheiten
Um Gegenmaßnahmen der Mittelmächte zu erschweren, sah der russische Plan vor, dass im Abschnitt der 33. Division das sibirische V. Korps einen Nebenangriff führen sollte. Wie beim Hauptstoß bei Zborów wurde auch der Angriff auf Batkiw mit Artilleriefeuer vorbereitet, das bereits am 29. Juni einsetzte.:S. 236, 239
In der Nacht auf den 4. Juli unternahm Leutnant Emil Popper ein erfolgreiches Stoßtruppunternehmen, bei dem fünf Gefangene eingebracht werden konnten, welche von dem kurz bevorstehenden Angriff berichteten. Popper wurde für diese Tat, die es ermöglichte entsprechende Vorkehrungen zu treffen, das Ritterkreuz des Militär-Maria-Theresien-Ordens verliehen.:S. 260:S. 142
Am 6. Juli kam es schließlich zu derart heftigen Kämpfen, dass dies sogar im Heeresbericht Erwähnung fand. Bei den österreichischen Traditionsnachfolgern des IR 83, dem Feldjägerbataillon 2 der 1. Republik und dem heutigen Jägerbataillon 19, galt bzw. gilt daher dieser Tag als Traditionstag:

„Bei Batkow-Zwyzyn sind nachmittags mehrere gegen österreichisch-ungarische Truppen geführte Angriffe gescheitert.
In tapferster Gegenwehr und in erbittertem Handgemenge haben das Györer Infanterieregiment Kaiser und König Karl Nr. 19 und das Szombathelyer Infanterieregiment Nr. 83 den Feind vollständig geworfen.“

Im Abschnitt des IR 83 war in den letzten Monaten ein ausgeklügeltes Stellungssystem entstanden, dessen Hauptkampflinie aus zwei in Nord-Süd-Richtung verlaufenden Gräben bestand. Die rund 300 Meter voneinander entfernt liegenden, mit Stacheldrahtverhauen gesicherten, Gräben, waren durch Quergräben verbunden. 300 bis 600 Meter dahinter lag die Reservestellung, die über Quergänge mit dem vorderen Grabensystem verbunden war. Von dieser führten weitere Quergräben ins Hinterland in Richtung Batkiw, um Reserven den geschützten Anmarsch zu ermöglichen. Im Süden begrenzte ein kleiner See, der vom Fluss Sereth gespeist wurde, das Stellungssystem.:S. 140
Dem IR 83 stand nur ein Teil seiner Truppen zur Verfügung, denn das von Oberstleutnant Karl Stampfl befehligte II./IR 83 war Divisionsreserve und die 14. und 16. Kompanie des IV. Bataillons bildeten die Reserve der 66. Brigade. Die 15. Kompanie lag als Regimentsreserve in einem Wald östlich von Batkiw.
In der Stellung auf einer Länge von einem Kilometer direkt eingesetzt war das III./IR 83 (Kommandant Hauptmann Ferdinand Baur) mit 9., 10. und 12. Kompanie von Süd nach Nord, dahinter im zweiten Graben befanden sich Teile der 11. Kompanie, deren Rest verstärkte den Bataillonsgefechtsstand in der Reservestellung. Dem Bataillon war auch die 13. Kompanie des IV./IR 83 unterstellt, die sich über die gesamte Länge der Reservestellung verteilte. Im Norden anschließend verteidigten die 1., 2. und 3. Kompanie des I./IR 83 (Kommandant Hauptmann Cäsar van Aken) die Hauptkampflinie, dahinter im zweiten Stellungssystem befand sich der Bataillonsgefechtsstand mit einem Großteil der 4. Kompanie.:S. 140 Weiter im Norden schloss das Stellungssystem des IR 19 an.
Das sibirische V. Korps begann am 6. Juli um 6:30 Uhr mit dem Artilleriebeschuss, der den Drahtverhau beschädigte und Teile der Gräben einstürzen ließ, ehe um 12:30 Uhr der Infanterieangriff einsetzte. Während das sibirische 87. Regiment die Stellungen des I./IR 83 und des IR 19 stürmte, griff das 86. Regiment den Abschnitt des III./IR 83 an. Das nördliche Bataillon des IR 83 hielt dem Ansturm stand und bekam Verstärkung durch eine Kompanie des IR 19, die es an die rechte Flanke als Absicherung hin zum III./IR 83 legte.:S. 141–142
Dem sibirischen 86. Regiment gelang es die 9. und 10. Kompanie des III./IR 83 zu überrennen und auf einer Breite von 700 Meter einen halben Kilometer ins Hinterland vorzudringen. Der Einbruchsraum war im Süden durch den Batkiw-See begrenzt, im Norden war die 12. Kompanie stehengeblieben und machte nun Front nach Süden. Auch Bataillonskommandant Baur hielt mit seinem Stab und Teilen der 11. und 13. Kompanie eine Riegelstellung nach Süden. Regimentskommandant Turba führte seine Reservekompanie (15./IR 83) heran, die angelehnt an einen Zugangsgraben ebenfalls den Einbruchsraum begrenzte. Ebenso erhielt Turba die Brigadereserve in Form der 14. und 16. Kompanie seines Regiments zugeteilt. Während die 16./ IR 83 und andere Regimentsteile eine zweite Sicherungslinie aufbauten, verstärkte die 14./IR 83 den Gefechtsstand des III. Bataillons, sodass gegen 16:30 Uhr eine Abriegelung des russischen Einbruches gelang. Die endgültige Entscheidung brachte das Erscheinen der Divisionsreserve in Form des II./IR 83, dessen vier Kompanien es gelang die eingebrochenen sibirischen Infanteristen aus der Stellung zu vertreiben und die vorderste Linie ab 18:30 Uhr wieder zu besetzen.:S. 143–144
Diesen Sieg bezahlte das IR 83 mit hohen Verlusten, so fielen 92 Soldaten, 270 wurden verwundet und 240 Vermisste gerieten vermutlich in Kriegsgefangenschaft. Die russische Seite verlor 240 Mann an Gefallenen und 80 an Kriegsgefangenen.:S. 145

#### Oktober, November: Verlegung an die Italienfront, Armeereserve in der Schlacht von Karfreit

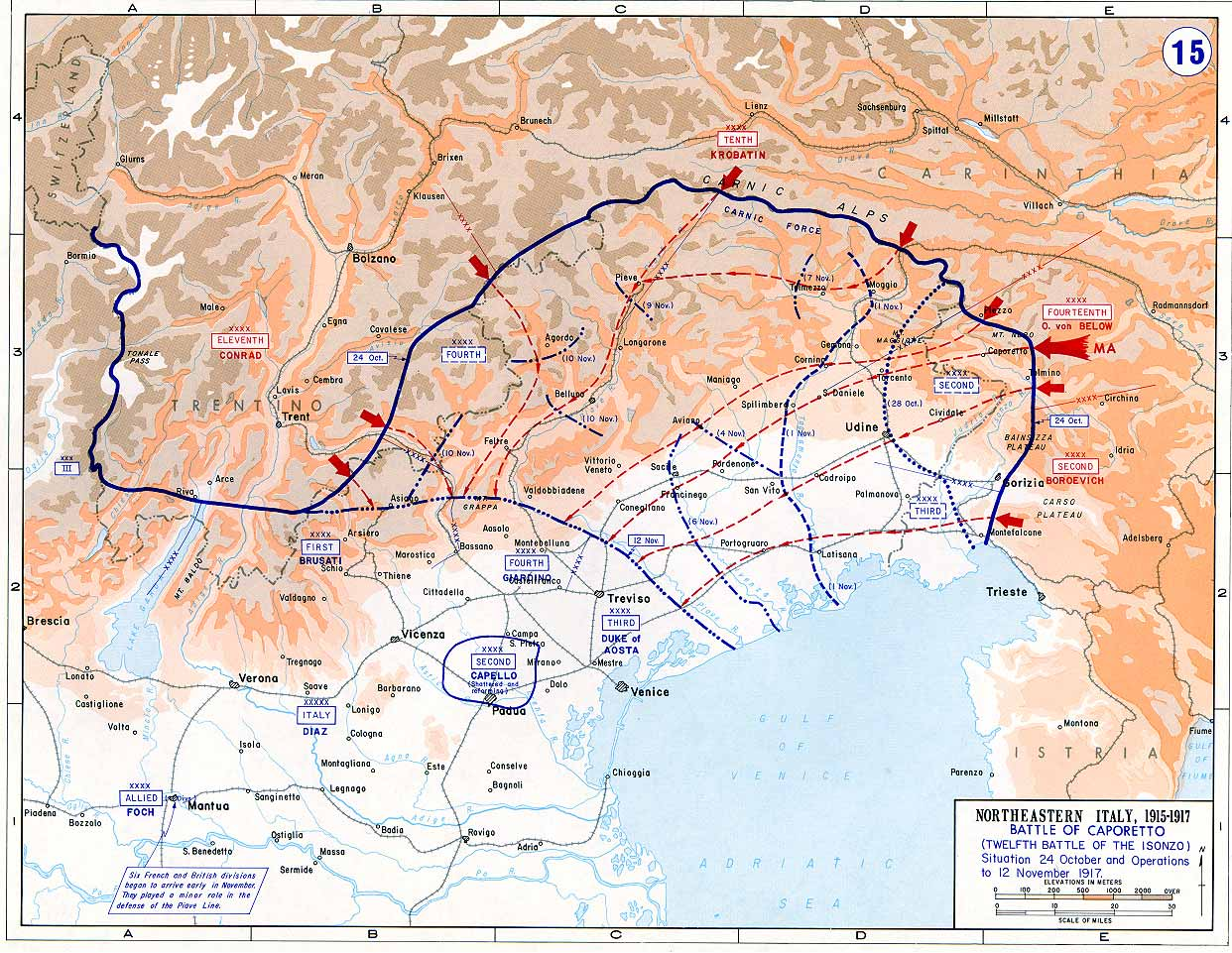
Auswirkungen der Schlacht von Karfeit

Anfang Oktober wurde das IR 83 von Teilen der deutschen 33. Reserve-Division abgelöst und zusammen mit den Verbänden der k.u.k. 33. Division ab 3. Oktober im Eisenbahntransport nach Laibach verlegt.:S. 148 Die 33. Division bildete zusammen mit zwei anderen aus der Ostfront herausgelösten Divisionen (4. und 13.) die Heeresreserve für einen Aufmarsch deutscher und k.u.k. Truppen für eine Offensive in Italien, welche in der Schlacht von Karfreit mündete. Bei den ab 24. Oktober einsetzenden Kämpfen gelang es den Mittelmächten rasch die italienische Front zum Einsturz zu bringen und große italienische Verbände zu vernichten oder gefangen zunehmen. Die Front konnte bis Mitte November über 100 Kilometer nach Süden verlegt werden, ehe sie am Piave neuerlich im Stellungskrieg erstarrte.
Die 33. Division und das IR 83 blieben von diesen Vormarschkämpfen verschont, weil sie als Heeresreserve den vorrückenden Truppen folgten.:S. 576 Nachdem die Division den Raum Feltre erreicht hatte, trat sie am 21. November als Armeereserve zur deutschen 14. Armee über, welche die Hauptlast dieser Zwölften Isonzoschlacht getragen hatte.:S. 675

#### Dezember: Stellungskrieg am Piave bis Kriegsende
Am 12. Dezember rückte die 33. Division in die Piave-Stellung ein, um bisher dort eingesetzte deutsche Truppen der 14. Armee abzulösen. Die Gegend südwestlich von Vazzola sollte für das IR 83 und seine Schwestereinheiten bis kurz vor Kriegsende das Einsatzgebiet bleiben. Sie war nun im Rahmen des k.u.k. XVI. Korps Teil der k.u.k. 2. Isonzo-Armee.:S. 690

### Kriegsjahr 1918

#### März: Aufstellung des Infanterie-Regiments 106

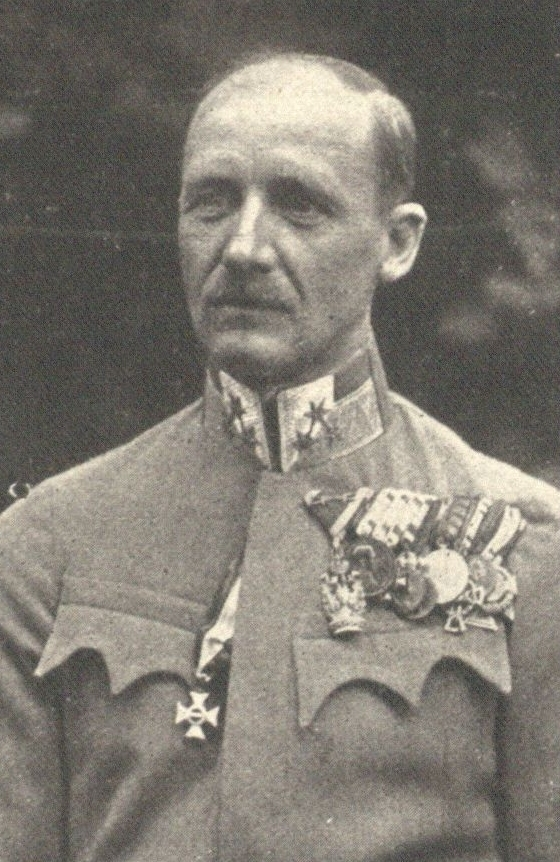
Anton Lehár, Kommandant des neuen IR 106

Der im Oktober 1917 begonnene Umbau der k.u.k. Infanterie-Einheiten führte zu einer Reduktion der Bataillone pro Division von 16 auf zwölf und pro Regiment von vier auf drei Bataillone.:S. 54 Mit Wirkung vom 3. März 1918 wurde daher aus Abgaben der Regimenter 76 und 83 das IR 106 aufgestellt, dessen Kommandant wurde mit Anton Lehár ein ehemaliger Offizier des IR 83. Da sich das neue Regiment aus den gleichen Bezirken ergänzte wie seine beiden Vorgängerregimenter, bestanden seine Mannschaften je zur Hälfte aus deutsch- bzw. ungarischsprachigen Soldaten Westungarns. Es bildete zusammen mit dem IR 83 die 66. Brigade der 33. Division und wurde daher für den Rest dieses Krieges meist an der Seite des IR 83 eingesetzt.:S. 6–8
Die Einheiten dieses neuen Regiments entstanden aus folgenden Abgaben::S. 5
- I. Bataillon/IR 106 aus III./IR 83
- II./IR 106 aus IV./IR 83
- III./IR 106 aus III./IR 76

Nach der Abgabe von zwei Bataillonen wurde beim IR 83 nur das III. Bataillon wieder aufgestellt, sodass nun beide Regimenter über jeweils drei Bataillone verfügten.

#### März/April: Stellungskrieg am Piave
Im März und April 1918 lag die 33. Division im Raum südwestlich von Oderzo und hielt einen mehreren Kilometer langen Abschnitt am Piave. In vorderster Front lagen (von Nordwesten nach Südosten) die Regimenter 19, 106 und 83, während des IR 12 die Reserve bildete. Obwohl es in dieser Zeit zu keinen größeren Kampfhandlungen kam, gab es fast täglich Verluste durch Artilleriebeschuss.:S. 10–11

#### Juni: Zweite Schlacht am Piave
Im Zuge der Zweiten Schlacht am Piave sollten die 58. und die 33. Division südöstlich von Salettuol den Übergang über den Fluss erzwingen. Der 58. Division wurde dazu die Gruppe Lehár unterstellt, die aus dem IR 106, dem III./IR 83 sowie verschiedenen Spezialeinheiten der 33. Division bestand. Dieser Verband unter der Führung von Oberst Lehár sollte als nördlichste von insgesamt fünf Einheiten der 58. Division über den Piave setzen, um dort Brückenköpfe für nachrückende Elemente beider Divisionen zu bilden.:S. 19–20
Am 15. Juni erfolgte ab 3 Uhr morgens die Vorbereitung des Überganges durch Artilleriebeschuss des Südufers, wobei Kurzschüsse zu schweren Verlusten unter den bereitgestellten Sturmtruppen führten.:S. 25
Der hochwasserführende Fluss musste ohne Übersetzmittel überwunden werden, da bereitgestellte Boote entweder durch die Strömung abgetrieben oder durch die italienische Artillerie zerstört worden waren.:S. 26 Trotzdem gelang dem IR 106 mit unterstelltem III./IR 83 am Vormittag der Übergang, wenn auch unter schweren Verlusten. Am Südufer konnten ein Stacheldrahtverhau und einige Schützengräben überwunden sowie rund einen Kilometer landeinwärts vorgedrungen werden. Als am frühen Nachmittag der Druck durch feindliche Gegenangriffe immer größer und keine Verbindung zu eigenen Kräften aufgenommen werden konnte, stellte sich heraus, dass die Gruppe Lehár vollkommen isoliert gegen die italienische 31. Infanterie-Division kämpfte, weil es den Nachbareinheiten nicht gelungen war den Piave zu überschreiten. Nachdem das IR 106 weder durch eigene Artillerie unterstützt werden noch Munitionsnachschub über den Fluss gebracht werden konnte, befahl Oberst Lehár gegen 16:30 Uhr den Rückzug über den Piave, der trotz neuerlicher Verluste auch gelang.:S. 35 Gedeckt wurde dieser vom Schwester-Regiment, dem IR 83. Dem IR 106 hatte dieser Vorstoß, unterstellte Einheiten miteingerechnet, rund 1200 Mann an Verlusten gekostet,:S. 24, 40:S. 269 davon entfielen auf das IR 83 zwanzig Gefallene, 143 Verwundete und 186 Vermisste.:S. 159
Der Piaveübergang des Regiments wurde am 17. Juni auch im Heeresbericht gewürdigt::S. 49

„Für die Piavekämpfe am 15. Juni verdient unter der über alles Lob erhabenen Infanterie das junge westungarische Regiment 106 besondere Erwähnung.“

Oberst Lehár wurde für die Leistung seines Regimentes mit der Goldenen Tapferkeitsmedaille ausgezeichnet.:S. 40
Bereits am 21. Juni gingen die Regimenter 83 und 106 ein zweites Mal über den Piave, um das im Brückenkopf von Zenson di Piave eingesetzte k.u.k. Dragonerregiment „Kaiser Ferdinand I.“ Nr. 4 abzulösen. Aufgrund eines Rückzugsbefehl wurde die Brückenkopfstellung schon am nächsten Tag wieder geräumt, wobei allein das IR 106 bei einem Infanterieangriff und durch Artilleriebeschuss 16 Gefallene und 50 Verwundete zu verzeichnen hatte.:S. 40, 48

#### Oktober/November: Rückzugskämpfe und Demobilisierung
Ende Oktober 1918 befand sich die österreichisch-ungarische Piavefront auf dem Rückzug, weil sich aufgrund der politischen Auflösungserscheinungen der Habsburgermonarchie kroatische, tschechische und slowenische k.u.k Einheiten weigerten gegen italienische und sie unterstützende französische und englische Truppen zu kämpfen. Die 33. Division mit ihren Regimentern 12, 19, 83 und 106 zog sich langsam ab 30. Oktober vom Piave nach Nordosten zurück. Das mit einem Bataillon des IR 83 verstärkte IR 106 wurde voraus gesandt, um einen Brückenkopf über die Livenza zu sichern, während sich der Rest des IR 83 und das IR 12 gegen am Piave-Nordufer angelandete Teile der italienischen 58. Division Nachhutgefechte lieferten.:S. 660 Beiden Regimentern gelang es sich in weiterer Folge auf den vom IR 106 gehaltenen Livenza-Brückenkopf zurückzuziehen, wo dieses die nachstoßenden italienische Kräfte zwei Tage lang aufhielt, während sich das Gros der 33. Division weiter in Richtung Nordosten absetzte.:S. 60–68
Die nächste Widerstandslinie am Tagliamento wurde zuerst vom IR 83 gehalten, ehe das IR 19 in heftige Kämpfe gegen die nachrückenden italienischen Verbände verwickelt wurde.:S. 69 Der Waffenstillstand von Villa Giusti sollte am 4. November um 15:00 Uhr in Kraft treten. Ein Angriff italienischer Kavallerie auf die Rückzugskolonnen der 33. Division brach am Vormittag dieses Tages im MG-Feuer der Regimenter 12 und 83 zusammen. Für das westungarische Regiment sollte dies die letzte Kampfhandlung seiner Geschichte sein. Als der Waffenstillstand in Kraft trat, passierten die Kolonnen der 33. Division den Ort Aiello del Friuli. Die italienische Armee unternahm dann keinen Versuch mehr, die abziehenden Einheiten zu stellen und gefangen zunehmen,:S. 757 diese erreichten daher unbehelligt im Laufe des 5. Novembers die Grenze Österreich-Ungarns südlich von Gorizia.:S. 74
Auf dem Gebiet der Habsburgmonarchie zeigten sich sehr rasch die Auswirkungen der politischen Ereignisse der letzten Tage. Die Regimenter 83 und 106 entließen daher in aller Freundschaft ihre tschechischen Offiziere und Mannschaften, um deren Rücktransport mit der Eisenbahn zu vereinfachen.:S. 75 Die restlichen Soldaten bestiegen am 12. November in Logatec Transportzüge in Richtung Szombathely. Als die Züge bei Nagykanizsa die ungarische Grenze passierten, übergab der nunmehrige Deutschösterreicher Oberst Josef Turba das Kommando über das IR 83 an den dienstranghöchsten ungarischen Offizier, Hauptmann Arpad Nagy.:S. 169
Zusammen mit dem IR 106 erreichte das IR 83 bis zum 14. November seine ehemalige Garnisonsstadt, wo sie vom Vizegespan, dem Bürgermeister und einer riesigen Menschenmenge empfangen wurden. Nach der Demobilisierung der Einheiten erfolgte umgehend die Entlassung der Soldaten in ihre Heimatdörfer. Damit endete die 36-jährige Geschichte des Regiments auf relativ unspektakuläre Weise.:S. 169

## Regimentskommandanten
Die folgende Liste enthält die Regimentskommandanten sowie die Bataillone, die sie jeweils befehligten::S. 174ff.
| Von       | Bis       | Dienstgrad     | Kommandant                    | Bataillone                    |
| --------- | --------- | -------------- | ----------------------------- | ----------------------------- |
| 1883      | 1885      |                | Franz Morocutti               | I., II., III., IV.            |
| 1885      | 1890      |                | Bolla Kálmán                  | I., II., III., IV.            |
| 1890      | 1895      |                | Karl Przedák von Burgwall     | I., II., III., IV.            |
| 1895      | 1898      | Oberst         | Franz Düringer von Langenwart | I., II., III., IV.            |
| 1898      | 1903      | Oberst         | Franz Kratky                  | I., II., III., IV.            |
| 1904      | 1906      | Oberst         | Ludwig Reitz                  | I., II., III., IV.            |
| 1907      | 1910      | Oberst         | Adolf Biedermann              | I., II., III., IV.            |
| 1911      | 1913      | Oberst         | Artur Iwanski v. Iwanina      | I., II., III., IV.            |
| 1914      | 1914-Aug. | Oberst         | Leopold Hofbauer              | I., II., III., IV.            |
| 1914-Sep. | 1914-Sep. | Oberstleutnant | Josef Knechtl                 | I., II., III., IV.            |
| 1914-Okt. | 1914-Nov. | Oberst         | Sylvester Spiess              | I., II.                       |
| 1914-Nov. | 1914-Nov. | Major          | Heinrich Uffenheimer          | I., II.                       |
| 1914-Dez. | 1914-Dez. | Hauptmann      | Oskar Lehner                  | I.                            |
| 1914-Dez. | 1914-Dez. | Hauptmann      | Wilhelm Gebhardt              | I.                            |
| 1915-Jan. | 1915-Mär. | Oberst         | Kiszling                      | I., II.                       |
| 1915-Mär. | 1915-Apr. | Hauptmann      | Konstantin Straic             | I., II., III.                 |
| 1915-Mai  | 1915-Jul. | Hauptmann      | Desiderius Farkas             | I., II., III.                 |
| 1915-Aug. | 1915-Aug. | Oberstleutnant | Berghammer                    | I., II., III.                 |
| 1915-Sep. | 1915-Dez. | Oberstleutnant | Ludwig Breuer                 | I., II., III.                 |
| 1915-Dez. | 1916-Jun. | Oberst         | Vinzenz Rosenmayr             | I., II., III., IV., MG-Btl.   |
| 1916-Jul. | 1916-Sep. | Oberstleutnant | Ludwig Breuer                 | I., II., III., IV., MG-Btl.   |
| 1916-Okt. | 1917-Mär. | Oberst         | Vinzenz Rosenmayr             | I., II., III., IV., MG-Btl.   |
| 1917-Apr. | 1918-Nov. | Oberst         | Josef Turba                   | I., II., III., (IV.), MG-Btl. |

## Auszeichnungen
Nachfolgende Auszeichnungen wurden an Soldaten des IR 83 verliehen.:S. 191 Die angeführte Rangstufe entspricht der offiziellen Rangordnung der Auszeichnungen in Österreich-Ungarn von 1917.
| Rangstufe | Auszeichnung                  | Stufe              | Verleihungen | Namentlich bekannte Inhaber |
| --------- | ----------------------------- | ------------------ | ------------ | --- |
| 10        | Militärverdienstkreuz         | II. Klasse         | 1            | Oberst Josef Turba |
| 12        | Orden der Eisernen Krone      | II. Klasse         | 1            | Hauptmann Ferdinand Baur |
| 14        | Militär-Maria-Theresien-Orden | Ritterkreuz        | 2            | Oberleutnant Emil Poppr Oberleutnant Karl Ungár |
| 16        | Leopold-Orden                 | Ritterkreuz        | 5            | Oberst Johannes Berghammer Hauptmann Ferdinand Baur Oberleutnant Rudolf Magda Oberst Vinzenz Rosenmayr Oberst Josef Turba |
| 19        | Orden der Eisernen Krone      | III. Klasse        | 27           | Major Caesar van Aken Hauptmann Marcel Aslan Hauptmann Ferdinand Baur Oberst Johannes Berghammer Hauptmann Josef Doromby Oberleutnant Josef Haala Oberst Karl Hausmaninger Oberst Alfred Heinlein Oberst Leopold Hofbauer Oberleutnant Johannes Klobucharich Franz Krachler Oberleutnant Viktor Kramer Oberst Anton Lehár Hauptmann Oskar Lehner Oberleutnant Josef Lorenz Hauptmann Geza Nagy Hauptmann Arpad Nagy Hauptmann Eugen Perneczky Oberstleutnant Hugo Pittrelch Oberleutnant Emil Poppr Oberst Vinzenz Rosenmayr Oberst Sylvester Spiess Oberst Josef Turba Major Heinrich Uffenheimer Oberleutnant Karl Ungar Karl Wertheimer Oberleutnant Anton Zechmeister |
| 20        | Franz-Joseph-Orden            | Ritterkreuz        | 7            | Hauptmann Eduard Asboth Oberst Wolfgang Hreglianovics Hauptmann Franz Holler Regimentsarzt Dr. Adolf Reich Oberst Vinzenz Rosenmayr Regimentsarzt Eduard Szokolik Oberst Josef Turba |
| 21        | Militärverdienstkreuz         | III. Klasse        | 276          | |
| 29        | Militär-Verdienstmedaille     | Silber             | 348          | |
| 30        | Militär-Verdienstmedaille     | Bronze             | 773          | |
| 31        | Tapferkeitsmedaille           | Gold               | 16           | Korporal Benczik Zugsführer Ludwig Czech Kadett Josef Eckstein Feldwebel Josef Gerencser Emanuel Mühlrad Kadett Eugen Nádas Infanterist Josef Nemeth Oberleutnant Richard Peitz Leutnant Emil Poppr Franz Sari Oberleutnant Zoltán Stiftar Korporal Josef Varga Fähnrich Eugen Weisz Infanterist Josef Weisz Infanterist Rochus Wigrincsics Leutnant August Wimmer |
| 32        | Verdienstkreuz mit Krone      | Gold               | 123          | |
| 35        | Verdienstkreuz                | Gold               | 42           | |
| 36        | Tapferkeitsmedaille           | Silber, I. Klasse  | 1086         | |
| 37        | Tapferkeitsmedaille           | Silber, II. Klasse | 5050         | |
| 38        | Tapferkeitsmedaille           | Bronze             | 10161        | |
| 39        | Verdienstkreuz mit Krone      | Silber             | 85           | |
| 40        | Verdienstkreuz                | Silber             | 29           | |
| 42        | Verdienstkreuz                | Eisen              | 1475         | |

Franz-Joseph-Orden

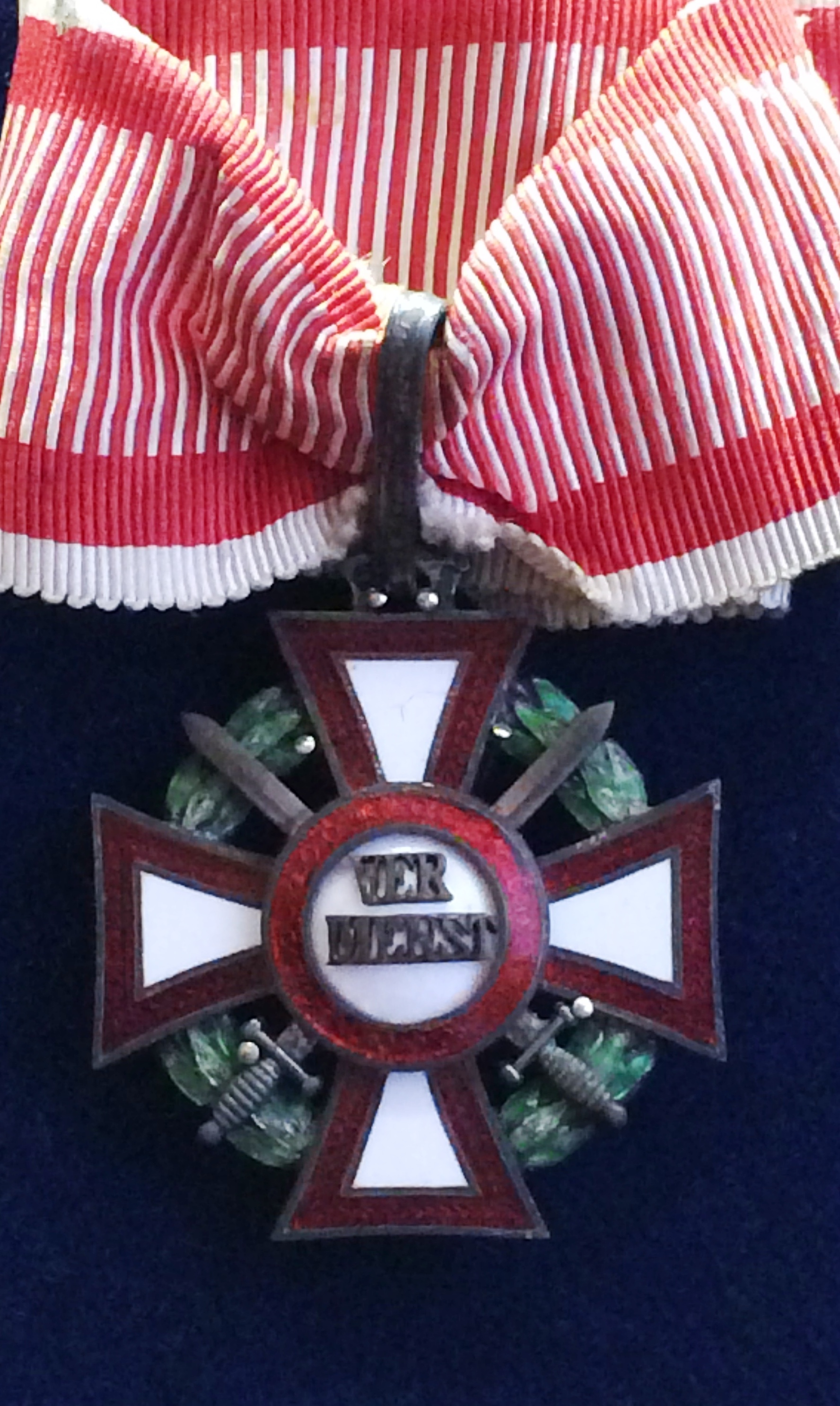
Militärverdienstkreuz II. Klasse mit Kriegsdekoration
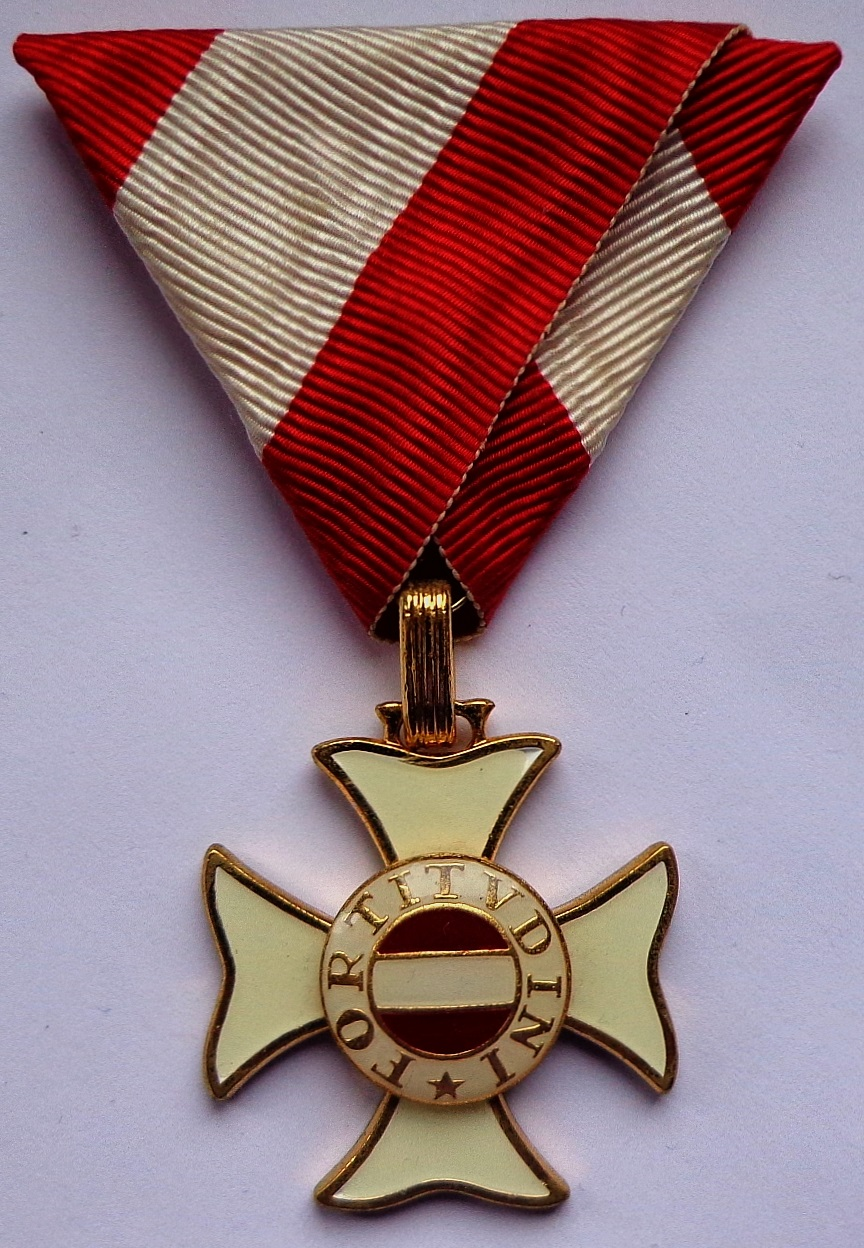
Ritterkreuz des Militär-Maria-Theresien-Ordens
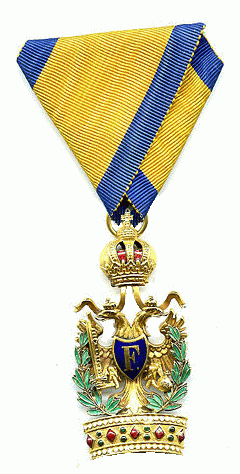
Orden der Eisernen Krone III. Klasse mit Kriegsdekoration
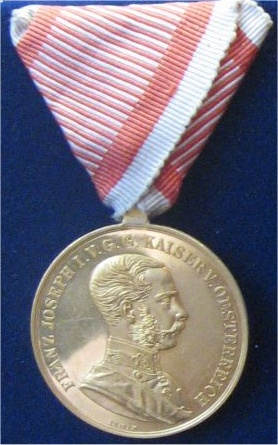
Goldene Ehren-Denkmünze für Tapferkeit (1866–1917)
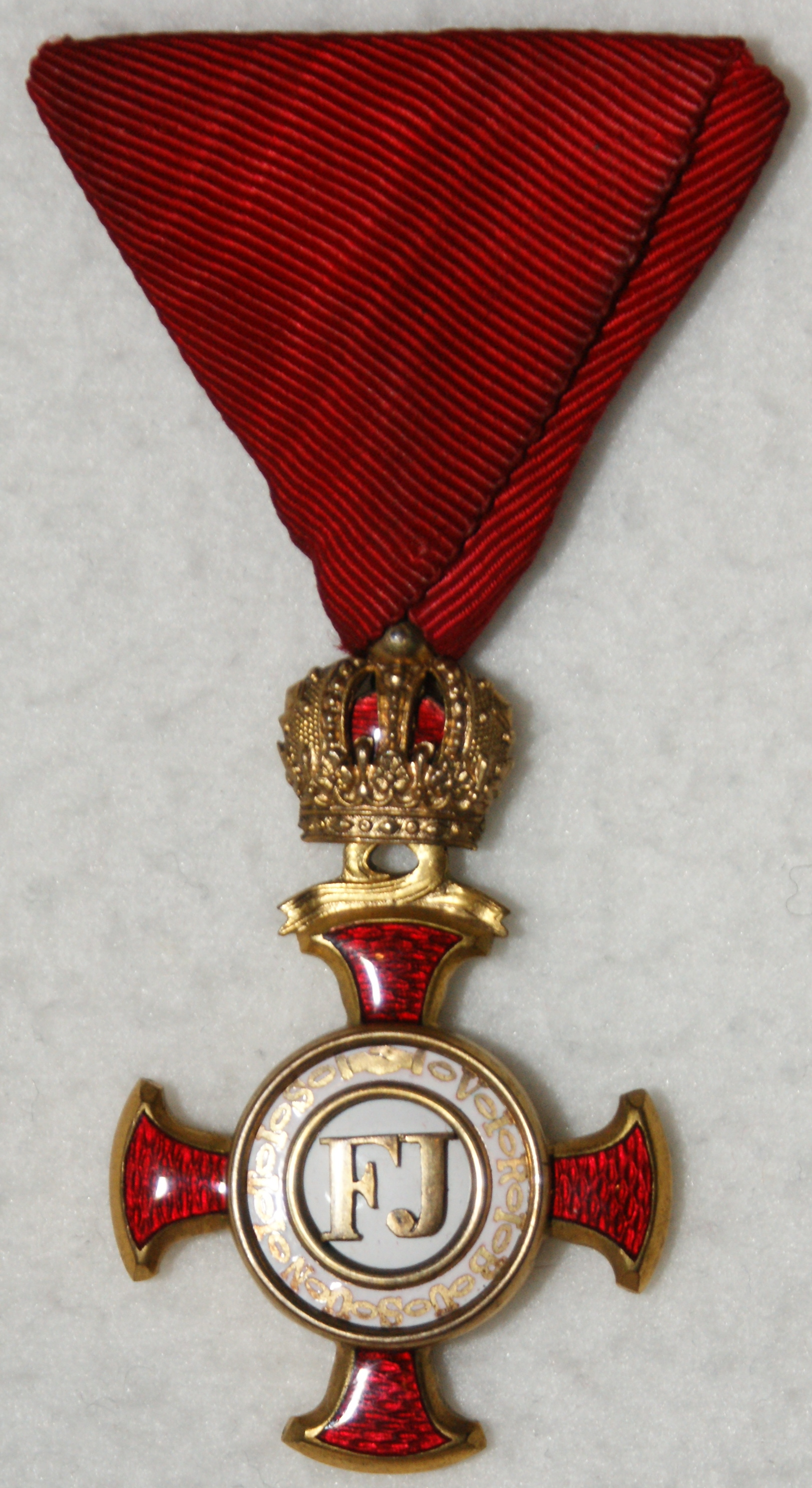
Goldenes Verdienstkreuz mit der Krone am roten Band
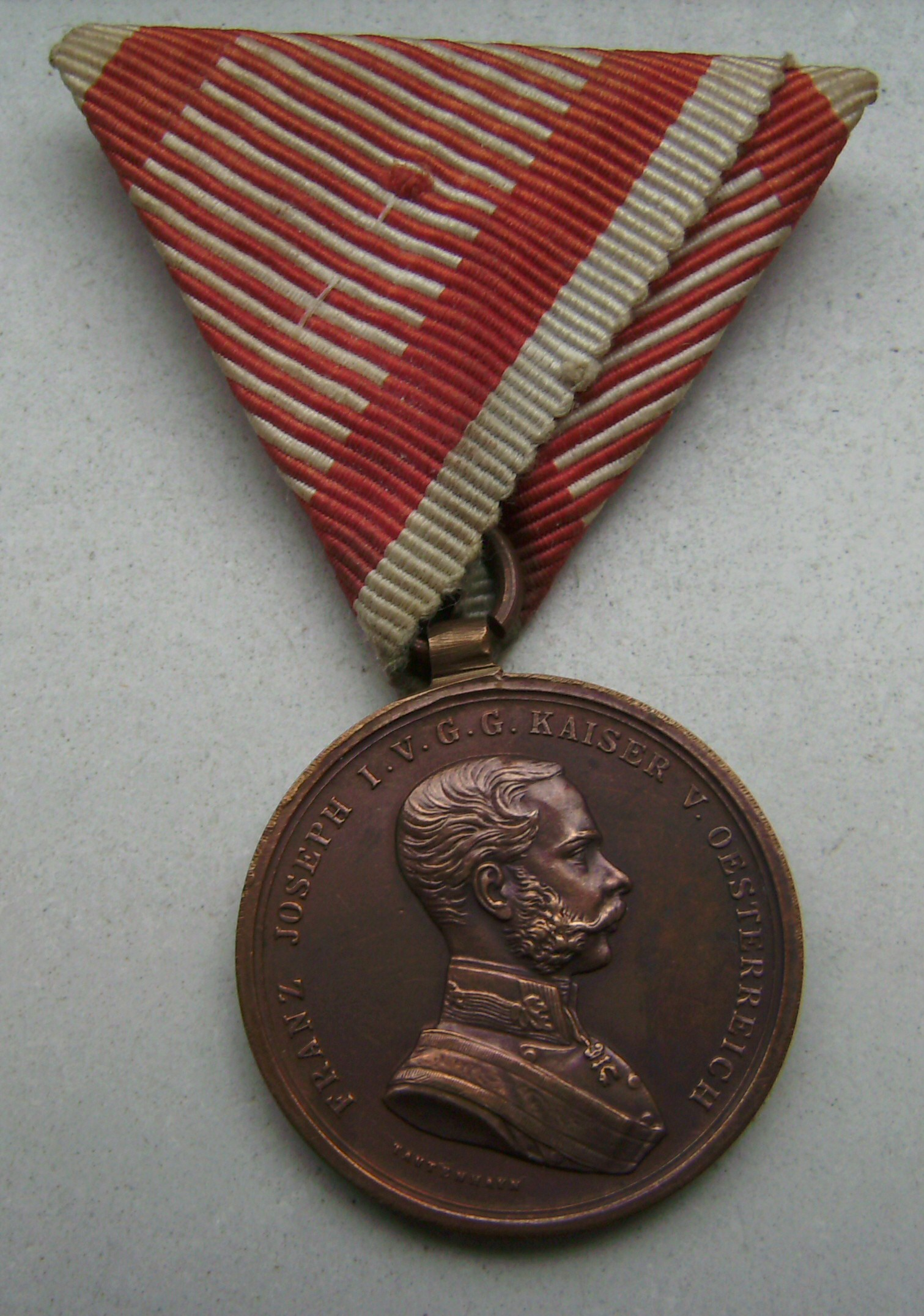
Bronzene Tapferkeitsmedaille

## Regimentsmärsche

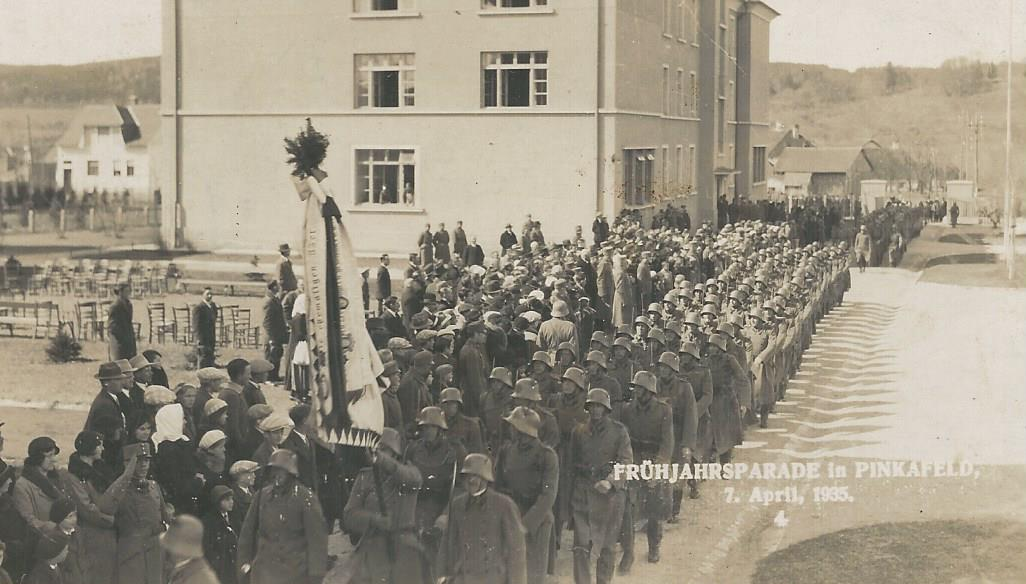
Das Feldjägerbataillon 2 als erster Traditionsnachfolger des IR 83 in der Kaserne in Pinkafeld

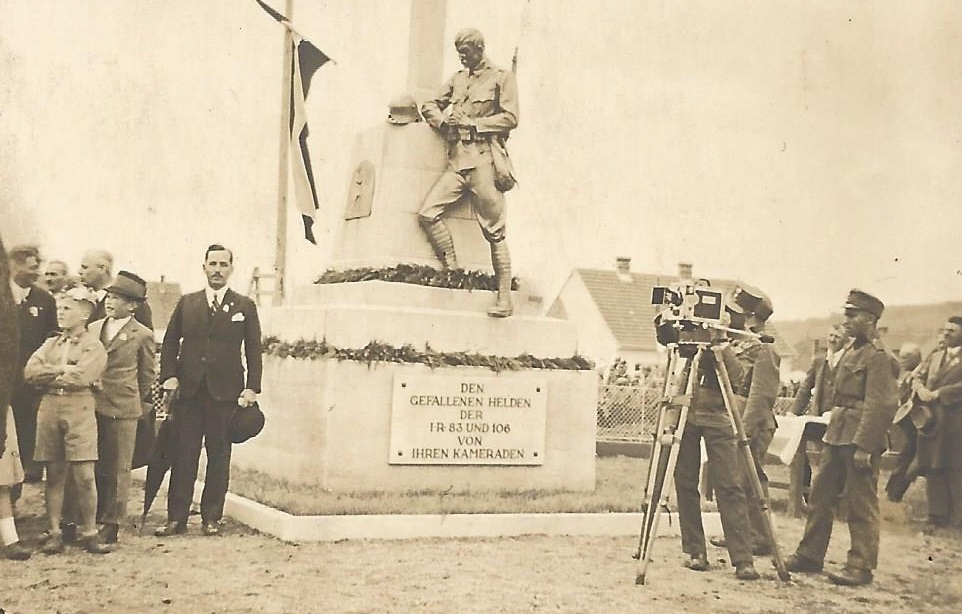
Enthüllung des Denkmals für die Soldaten der Regimenter 83 und 106 am 1. Juli 1934 in Pinkafeld

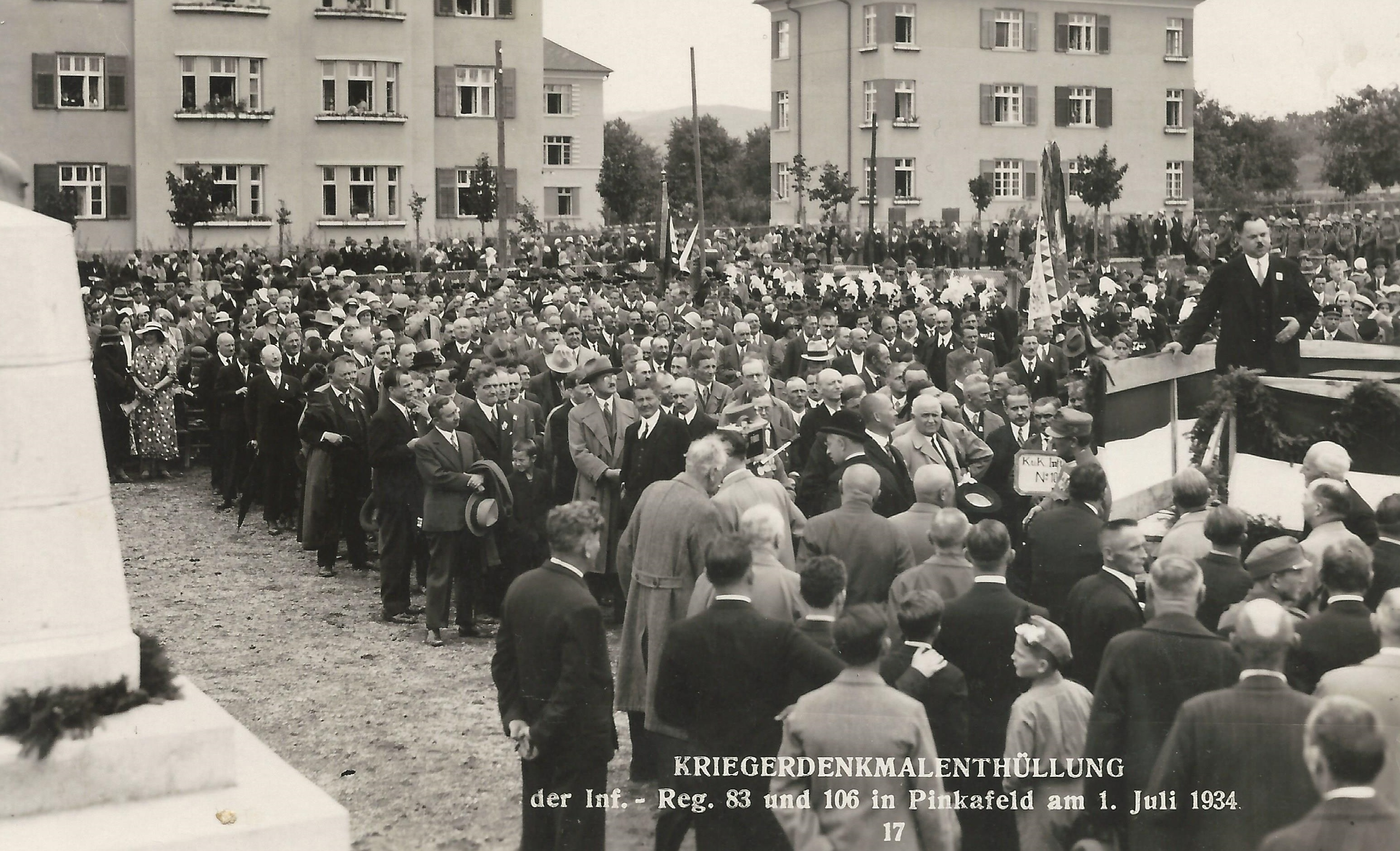
Die Denkmalenthüllung erfolgte unter großer Anteilnahme der Bevölkerung

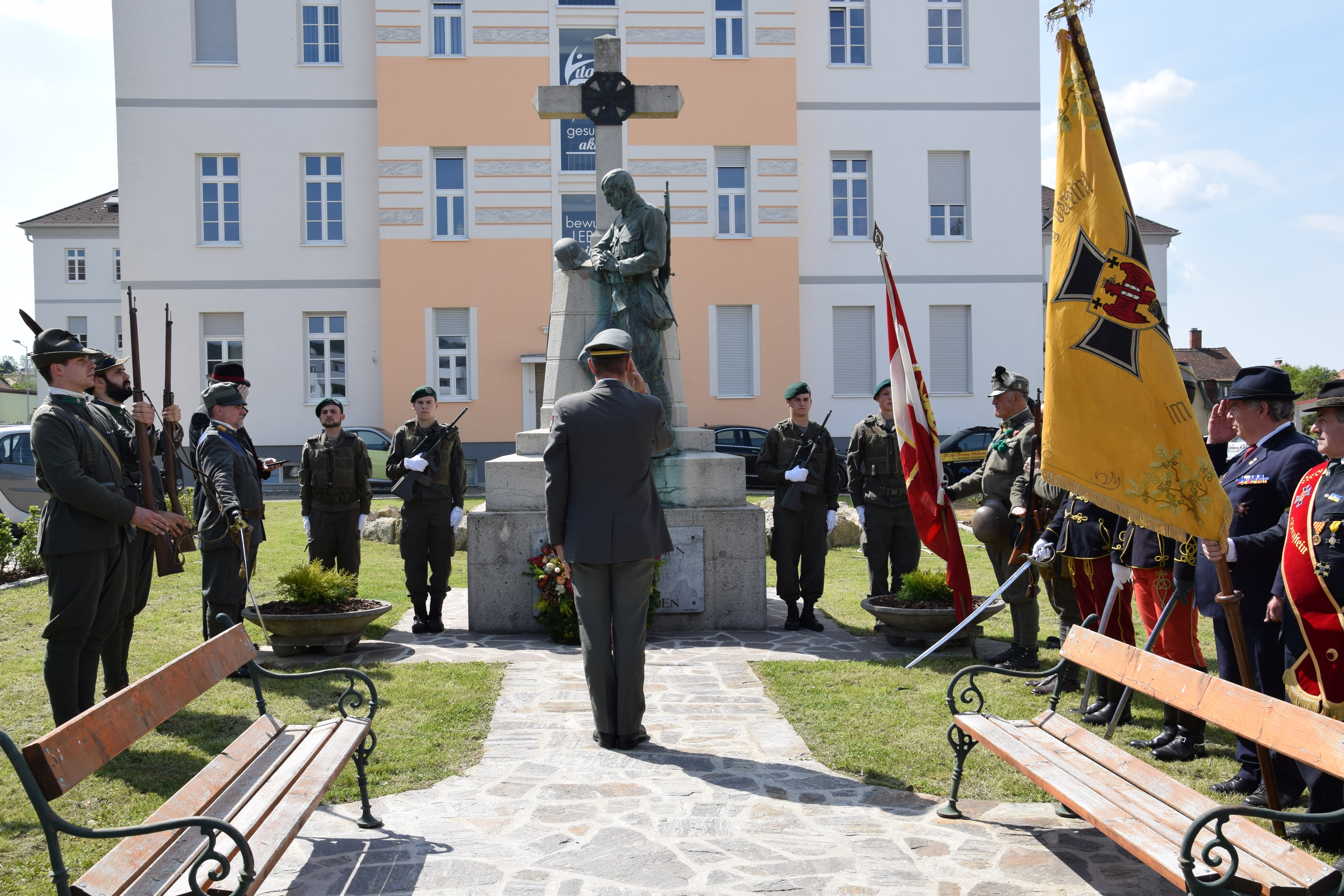
Kranzniederlegung durch das Jägerbataillon 19 beim 83er-Denkmal in Pinkafeld

### 83er-Regimentsmarsch
Dem IR 83 wurden im Laufe seines Bestehens verschiedenste Märsche gewidmet. So ist Franz Josef Sykora (1856–1905) der Komponist des 83-Regimentsmarsches, während Anton Ambrož für den 83er Defilier-Marsch verantwortlich zeichnete.
Als bekanntester Marsch des IR 83 gilt der 83er v. Schikofsky-Marsch von Gustav Feifer (alternative Schreibweisen: Anton Feifer oder Anton Pfeifer oder Gustav Pfeifer) (1876–1942), der von 1910 bis 1918 Kapellmeister beim Regiment war.

### Piave-Marsch
Franz Lehár komponierte für das von seinem Bruder Anton Lehár kommandierte IR 106 anlässlich des Kampfes am Piave den Piave-Marsch.:S. 57–59

## Verbandstradition nach 1918
Da viele Soldaten des IR 83 aus Dörfern stammten, die im Zuge der Landnahme des Burgenlandes zu Österreich kamen, übernahmen im Burgenland stationierte Einheiten des Bundesheeres auch die Traditionspflege für das ehemalige k.u.k. Regiment.
Als erster Traditionsträger fungierte in den 1920er-Jahren das Feldjägerbataillon 2, das damals in der Kaserne Neusiedl am See stationiert war, und vom Heeresministerium die Zusatzbezeichnung früher Infanterie-Regiment 83 zugewiesen bekam. Aktueller Traditionsnachfolger ist das in Güssing beheimatete Jägerbataillon 19, das, wie schon das Feldjägerbataillon 2 zuvor, sowohl den 83er-Spruch Vorwärts mit frischem Mut als auch den 6. Juli 1917 als seinen Traditionstag wählte.
1929 erfolgte die Grundsteinlegung für Kasernen in Pinkafeld und Oberwart, in welche 1932 das Feldjägerbataillon 2 umzog. Die Pinkafelder Kaserne wurde in der 2. Republik in Turba-Kaserne umbenannt, als Namensgeber fungierte dabei der letzte Kommandant des IR 83, Oberst Josef Turba.
1934 veröffentlichte in Budapest József Doromby, ein ehemaliger Offizier des IR 83, ein Buch in ungarischer Sprache, das neben der Geschichte des Regiments auch zahlreiche Biographien von Regimentsangehörigen enthielt.
Am 19. Juni 1930 fand im Hotel Lehner in Pinkafeld die Gründungsversammlung des Kameradschaftsverbandes des ehem. k.u.k. I.R. 83 in Pinkafeld statt, der als Ehrengast Oberst Josef Turba beiwohnte. Die Hauptaufgabe des Kameradschaftsverbandes war laut den verabschiedeten Statuten das Andenken an die gefallenen Kameraden zu pflegen. Die Bemühungen des Verbandes führten zur Errichtung eines Denkmales im sogenannten Rehpark, das am 1. Juli 1934 eingeweiht wurde. Der mit der Planung beauftragte Bildhauer Hans Wolfgang Elischer, ein ehemaliger Angehöriger des IR 83, hatte bereits im Juli 1918 von Turba den Auftrag erhalten, in Fossalta Maggiore für die am Piave gefallenen Kameraden ein Denkmal zu errichten. Der als „Betender Stürmer“ bezeichnete Entwurf diente auch als Grundlage für die Pinkafelder Version, ein drittes 83er-Denkmal befindet sich in Szombathely, das ebenfalls dem Original von Fossalta Maggiore nachempfunden ist.:S. 273ff.
Das Zuge der Kriegswirren 1945 in Pinkafeld zerstörte Denkmal wurde 1959 nach einer Initiative von Landshauptmann Johann Wagner, ebenfalls ein ehemaliger Regimentsangehöriger, von der Stadtgemeinde im Rehpark neu errichtet. Mitte 1996 erfolgte seine Verlegung auf das Gelände der Turba-Kaserne, wo es am Traditionstag des Jägerbataillons 19 wieder eingeweiht wurde.:S. 284, 285 Als das Bundesheer 2014 die Kaserne verkaufte, um in die neugebaute Montecuccoli-Kaserne nach Güssing umzuziehen, gab es Überlegungen das Denkmal ebenfalls nach Güssing zu verlegen. Auf Wunsch der Stadtgemeinde Pinkafeld und des neuen Besitzers des ehemaligen Kasernengeländes verblieb es aber auf seinem Standort in Pinkafeld.